# Formació de l'Estat Argentí

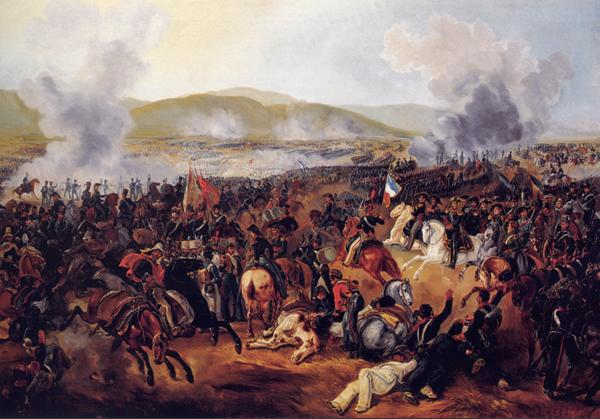
Guerra de la Independència Argentina (1810-1825), que culminaria a inicis de la tercera dècada del

Es coneix com el procés de formació de l'Estat argentí al període de la història de l'Argentina durant el qual l'autoritat de la monarquia espanyola arriba a la seva fi en el virregnat del Riu de la Plata, el qual es disgrega en diverses unitats polítiques i es produeix la conformació juridicopolítica del que avui és la República Argentina. Amb el primer antecedent en les invasions angleses, aquest procés s'inicia pròpiament amb la Revolució de Maig i culmina amb la sanció de la Constitució de la Nació Argentina de 1853.

## Enfocaments historiogràfics
La historiografia llatinoamericana i argentina en particular, tradicionalment ha interpretat que els moviments d'independència de les colònies espanyoles iniciat al començament del segle xix, van constituir un moment de ruptura amb el colonialisme occidental, que va donar pas a la creació d'estats nació independents dels imperis europeus. Distanciant d'aquesta visió, diversos científics socials sostenen que els processos d'independència política no van trencar amb els processos profunds de la colonialitat, creant «estats criolls republicans» o «estats colonials», formalment independents però que van mantenir les lògiques racistes d'exclusió que va caracteritzar al colonialisme, tant en l'ordre intern, com en l'ordre global.

## Antecedents
Al llarg del segle xviii, els canvis polítics posats en pràctica per la Casa de Borbó, que va reemplaçar a la Casa d'Àustria a partir del 16 de novembre de 1700, a l'Imperi Espanyol van transformar les dependències americanes, fins llavors «regnes» relativament autònoms, en colònies enterament dependents de decisions preses a Espanya en benefici d'ella. Entre aquestes mesures es va realitzar la fundació del Virregnat del Riu de la Plata el 1777, que va reunir territoris dependents fins llavors al Virregnat del Perú, i va donar una importància singular a la seva capital, la ciutat de Buenos Aires, que havia tingut escassa importància fins a aquest moment.
El Virregnat del Riu de la Plata incloïa gairebé totes les províncies més australs de l'Imperi Espanyol a Amèrica del Sud: Charcas, Tucumán, Paraguai, Riu de la Plata i Cuyo. Es tractava d'un espai molt externs i escassament poblat (la població decreixia en termes generals de nord a sud), i la capital, Buenos Aires, estava molt propera a l'angle sud-est del territori. Estava tancat per dos extenses àrees gairebé despoblades, de més d'un milió de km² cadascuna, dominades per indígenes no sotmesos (la Patagònia i la Pampa pel sud, i el Chaco dividint en dos el sector nord).
Durant el virregnat, la ciutat de Buenos Aires i la regió circumdant van créixer ràpidament en població i en importància econòmica, sense revertir per això la diferència de població a favor de les províncies del nord. Gran part de l'economia girava entorn de l'explotació i comerç de la plata del Cerro Rico de Potosí. La política d'Espanya va ser de progressiu sotmetiment de les colònies als interessos metropolitans, prohibint certes activitats econòmiques per no competir amb les peninsulars, i preferint sistemàticament als funcionaris europeus sobre els americans.
Al juny de 1806 es va produir la primera de les invasions angleses, i la ciutat de Buenos Aires va ser ocupada per forces britàniques davant la passivitat de les autoritats virreinals; una força composta per milicians criolls i tropes veteranes els va expulsar al mes d'agost. El poble es va organitzar en milícies voluntàries, que a l'any següent van enfrontar una segona invasió (que al febrer va ocupar la ciutat de Montevideo), però en el mes de juliol van fracassar en ocupar per segona vegada la capital, davant la reixida acció de les milícies portenyes; els britànics van evacuar el Riu de la Plata.
Les invasions angleses van mostrar la capacitat organitzativa i el valor dels criolls, i la incapacitat dels espanyols per defensar a les seves colònies. Durant els tres anys següents, la política local va ser un continu conflicte entre criolls i autoritats colonials; el 1809 van esclatar dues revolucions a l'Alto Perú (a Chuquisaca i La Paz), que van ser aixafades per la reacció colonial espanyola.

## La Revolució de Maig (1810)

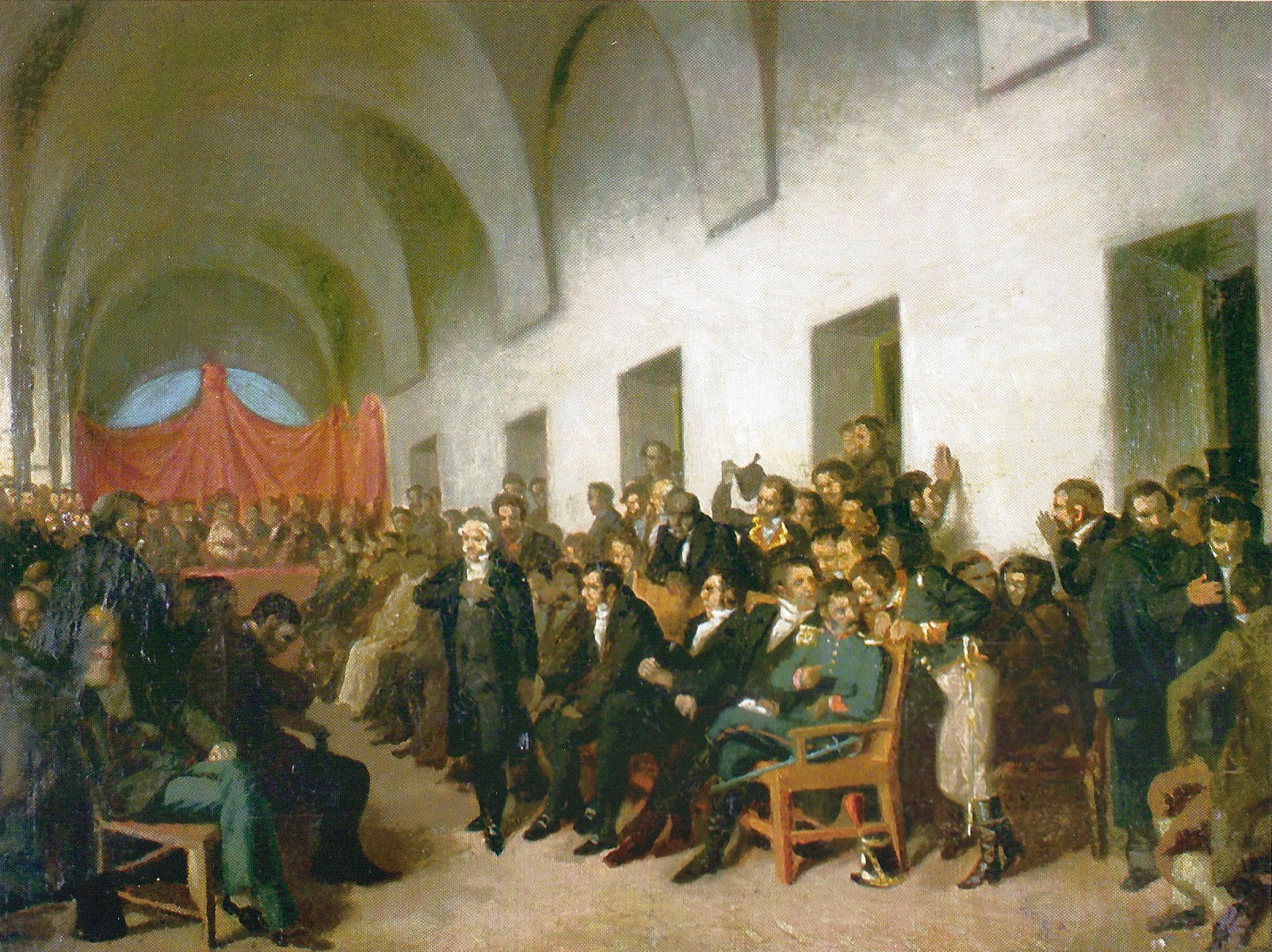
El Cabildo obert del 22 de maig de 1810

Entre les causes de la revolució de la independència s'expliquen la debilitat i el desprestigi de la monarquia, la força que havien demostrat la colònies durant les invasions angleses, el monopoli comercial d'Espanya, i la influència ideològica de la Revolució Francesa.
A mitjans de maig de 1810, va arribar a Buenos Aires la notícia de la completa derrota militar espanyola i la dissolució de la Junta Central. Els líders revolucionaris van aconseguir la reunió d'un cabildo obert el dia 22 de maig, per decidir si el virrei Cisneros havia de continuar en el comandament; i, en cas negatiu, qui hauria de succeir-lo. Malgrat l'oposició dels funcionaris espanyols, va prevaler el vot del coronel Cornelio Saavedra, que sostenia que el govern havia de ser assumit per una autoritat nomenada pel Cabildo de Buenos Aires, i afegia que «el poble és el que confereix l'autoritat o comandament», en una clara reafirmació de la teoria de la retroversió de la sobirania.
El cabildo de Buenos Aires va nomenar una Junta provisional Governativa presidida per Cisneros, però aquesta va ser rebutjada. El dia 25 de maig es va produir una mobilització popular per pressionar el cabildo, el qual va acabar per nomenar (a petició dels manifestants) una Junta Provisional Gubernativa de les Províncies del Riu de la Plata a nom del Senyor Don Ferran VII, que passaria a la història amb el nom de «Primera Junta». Aquesta junta estava formada per Cornelio Saavedra (president); Juan José Castelli, Manuel Belgrano, Miguel de Azcuénaga, Manuel Alberti, Domènec Matheu i Juan Larreu (vocals); Juan José Paso (secretari d'hisenda); i Mariano Moreno (secretari de govern).

### Corrents de pensament subjacents
Des de la seva emancipació a partir de 1810, Argentina va estar influïda per dos corrents de pensament diferents:
- La racionalista, laïcista i il·luminista de Voltaire que va sustentar la filosofia política de la Revolució Francesa[11] i que va influir, per exemple, en el Degà Funes a Córdoba.
- Una altra anterior, d'inspiració cristiana, influïda, d'una banda, per la doctrina del sacerdot jesuïta Francisco Suárez,[19] de l'Escola de Salamanca, que va pregonar que «l'autoritat és donada per Déu, però no al rei sinó al poble», que va ser apresa a la Universitat jesuítica de Chuquisaca pels principals patriotes que van impulsar la Revolució de Maig; i de l'altra, per l'exemple de la Revolució Americana que, encara que va tenir altres orígens, el seu lema nacional és «In God we trust » (en anglès: «En Déu confiem»).[20]

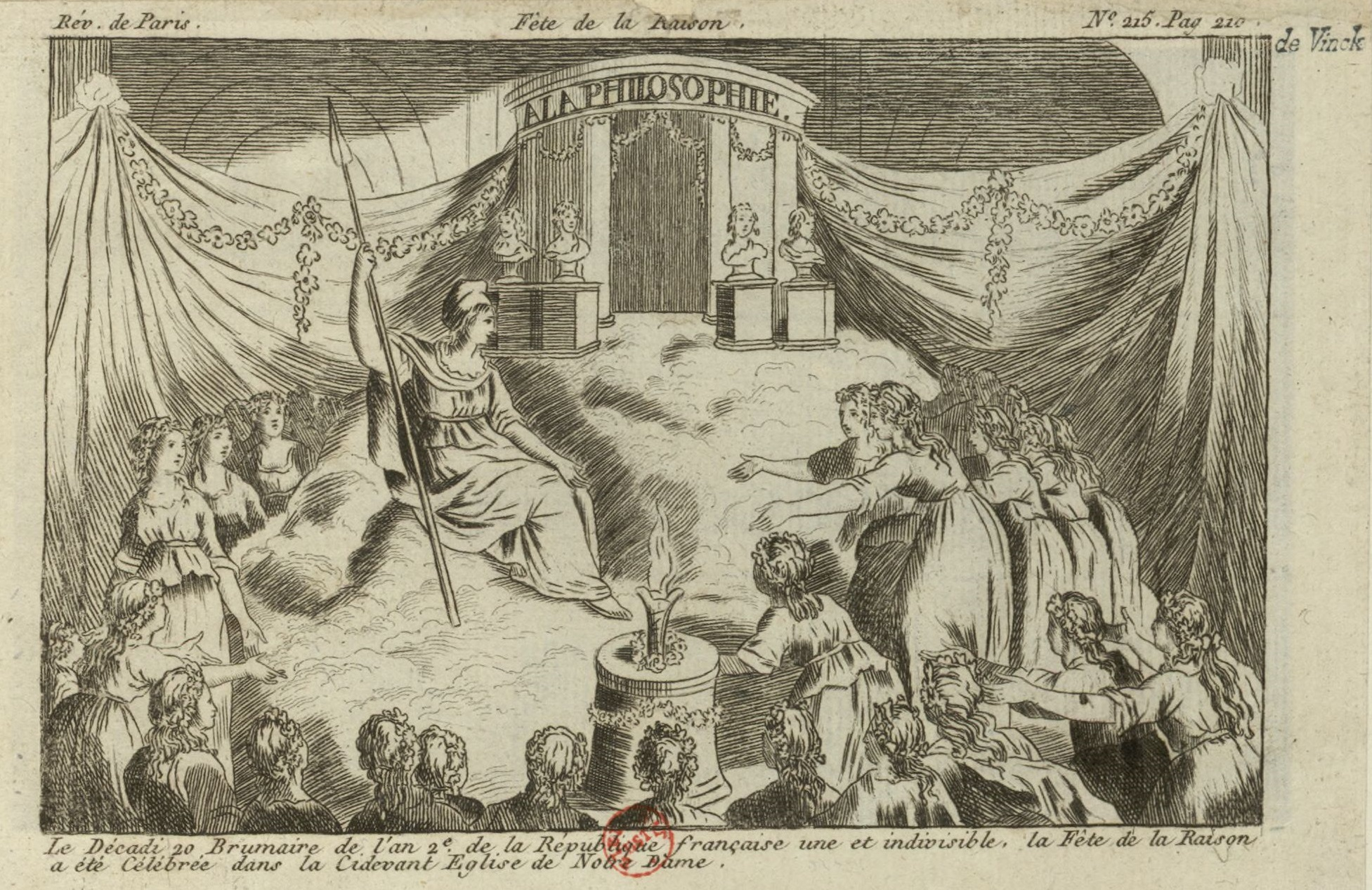
El culte de la «Deessa Raó» durant la Revolució Francesa
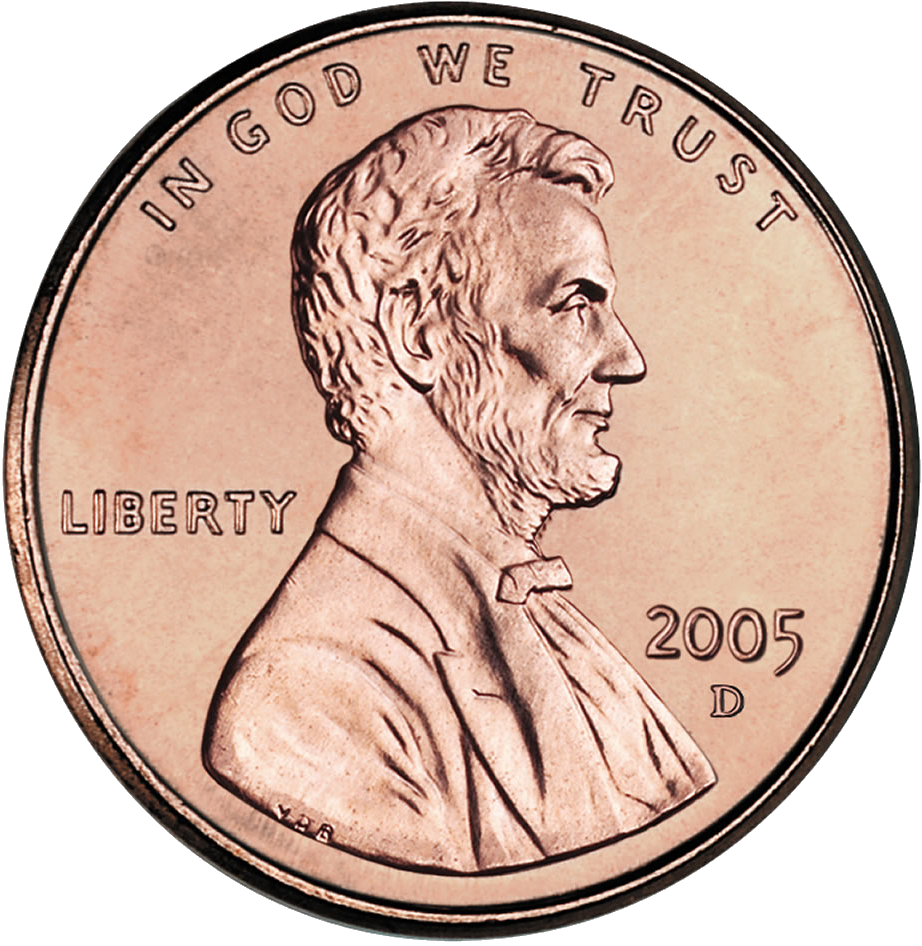
Moneda dels Estats Units d'Amèrica, amb el lema En Déu Confiem

En els primers temps de l'Argentina, Cornelio Saavedra i després fra Cayetano Rodríguez, fra Francisco de Paula Castañeda, pare Pedro Ignacio de Castro Barros, general Manuel Belgrano, Esteban Agustín Gascón, Gregorio García de Tagle, entre d'altres, van ser grans defensors del pensament catòlic i de l'Església contra l'anticatolicisme dels grups liderats primer per Mariano Moreno i Juan José Castelli, i després pel governant Bernardino Rivadavia que el 1822, entre altres mesures, va tancar diversos convents, es va apoderar de tots els béns que pertanyien a les ordes religioses, va confiscar els béns propis del Santuari de Luján, dels de la Germandat de Caritat, l'Hospital de Santa Catalina i altres.

### La Primera Junta

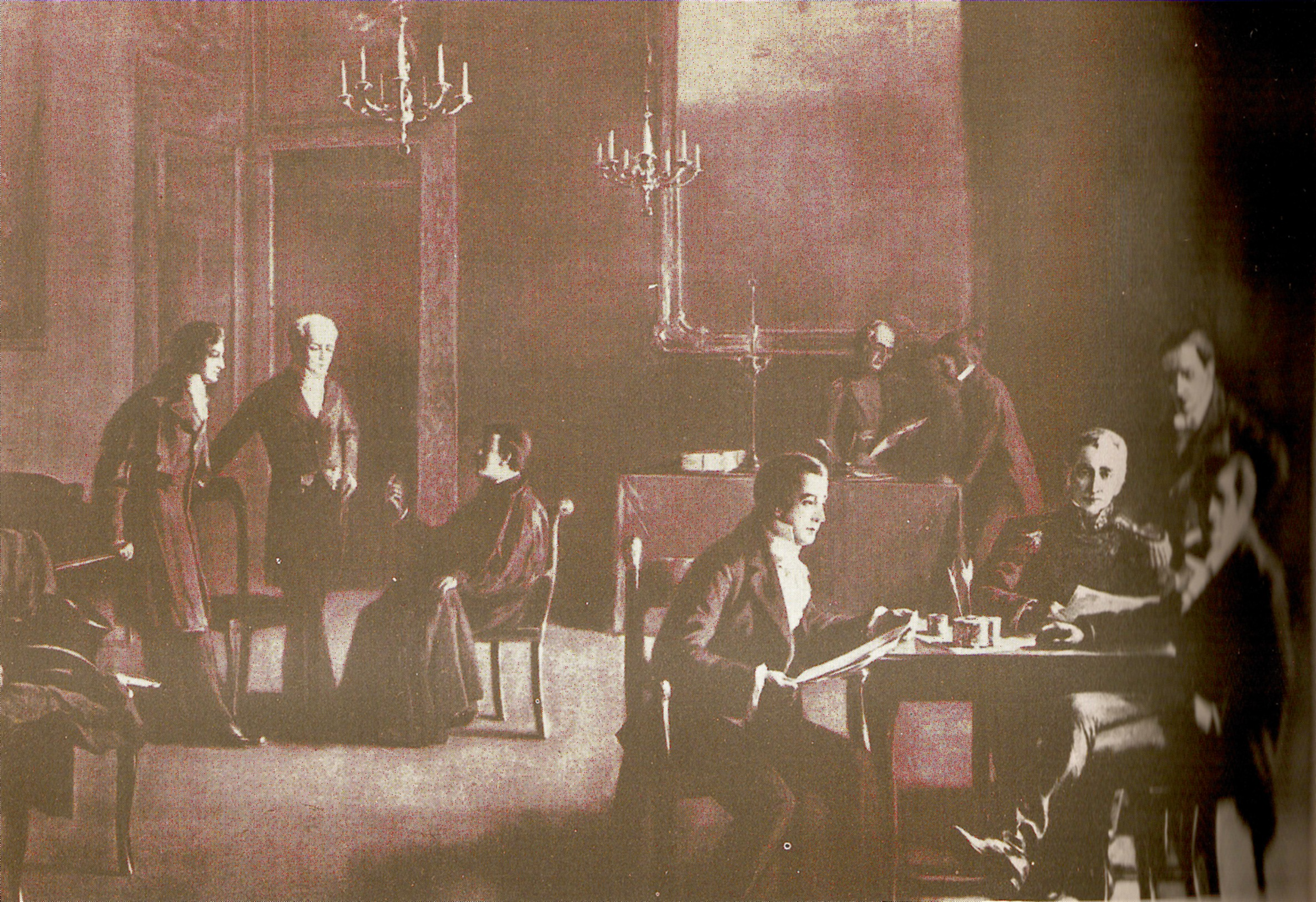
La Primera Junta

La formació de la Junta va marcar el començament de l'exercici del poder per part dels criolls, encara que dividits entre monàrquics sincers i independentistes. Aquests últims van preferir ocultar les seves intencions sota l'anomenada «Màscara de Ferran VII», ja que no creien que pogués tornar al tron en molt de temps; oficialment, l'autoritat del rei es considerava suspesa per les circumstàncies.
La Junta va dictar el seu propi reglament i va enviar una circular a les ciutats de l'interior, sol·licitant la designació de representants per incorporar-los a la Junta.
Les milícies van ser transformades en regiments regulars, donant origen a l'exèrcit de la revolució. La resta de l'organització virreinal va seguir intacta; Audiència, governadors, intendents i cabildos locals van romandre en les seves funcions. No obstant això, un mes més tard, els membres de l'Audiència i el Virrei van ser arrestats i embarcats cap a Espanya, i en el mes d'octubre també els membres del cabildo porteny van ser reemplaçat per altres completament addictes.
La propaganda política va ser un dels principals objectius de la Junta, de manera que el secretari Moreno va crear i va utilitzar generosament la Gazeta de Buenos Ayres per a aquest fi. El mateix Moreno va proposar un Pla d'operacions per al govern, conegut sobretot per les seves propostes d'inspiració jacobina.
El primer acte de la diplomàcia revolucionària va ser una missió de Matías Irigoyen a la Gran Bretanya; aquesta potència deixaria en clar la seva política durant la següent dècada: ajudar els revolucionaris i pressionar-los perquè s'abstinguessin de declarar la independència.

### Revolució i guerra

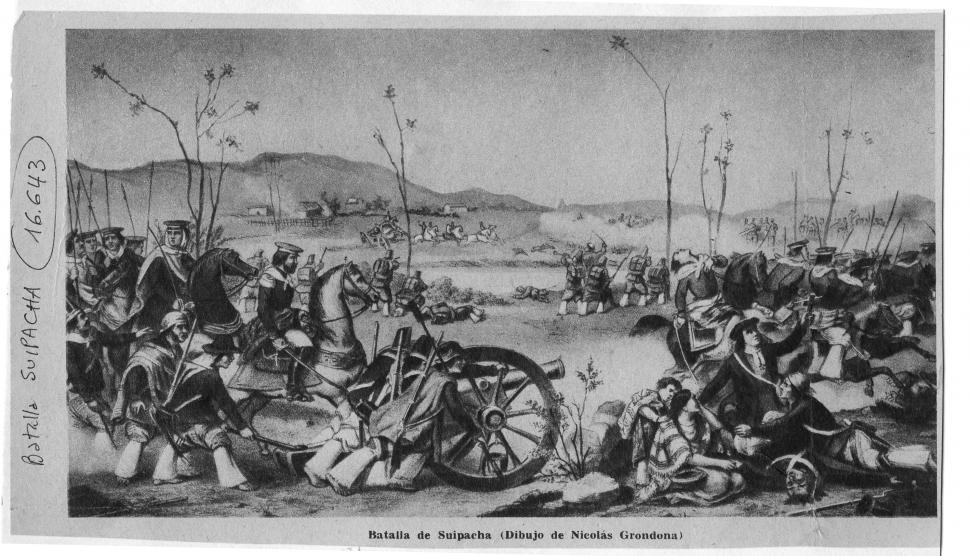
La batalla de Suipacha, 7 de novembre 1810, va ser la primera victòria de l'Exèrcit argentí

La major part de les ciutats al sud de la Quebrada de Humahuaca van reconèixer l'autoritat de la Primera Junta, però a la ciutat de Córdoba es va formar un grup contrarevolucionari dirigit per l'exvirrei Santiago de Liniers. Una expedició militar el va vèncer sense arribar a combatre, i els líders contrarevolucionaris van ser afusellats.
En canvi, a l'Alto Perú, les autoritats van rebutjar a la Junta i van sol·licitar la protecció del virrei del Perú. També la ciutat de Montevideo es va oposar a la revolució, i va sotmetre a la seva autoritat a tota la Banda Oriental del Riu de la Plata; imitant el gest, la província del Paraguai va rebutjar a la Junta.
La Junta va decidir sotmetre les províncies que la rebutjaven per la força, i va enviar tres expedicions militars a l'interior: una a l'Alto Perú, una al Paraguai, i una a la Banda Oriental.
La campanya a l'Alto Perú va ser breu i reeixida, i la revolució va obtenir la seva primera victòria militar en la batalla de Suipacha, del 7 de novembre de 1810, després de la qual els caps reialistes van ser executats i tot l'Alto Perú ocupat, amb suport de la població local. La campanya al Paraguai, en canvi, va ser un estrepitós fracàs, i tota la província va ser abandonada de manera definitiva; al mes de maig de 1811, una revolució local va organitzar un govern paraguaià independent tant d'Espanya com de les Províncies Unides. Finalment, la campanya de la Banda Oriental es va recolzar en una revolta local, dirigida per José Gervasio Artigas, i va aconseguir dominar tot el territori, amb l'única i perillosa excepció de la ciutat de Montevideo, que va ser assetjada. L'única força naval de què disposava la Junta va ser destruïda a principis de 1811.

### La Junta Gran

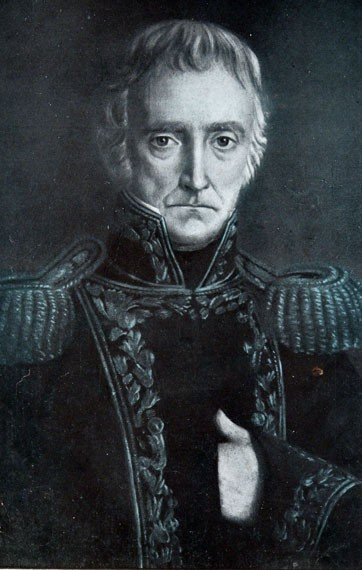
Cornelio Saavedra, president de la Primera Junta i de la Junta Gran

A mesura que la revolució es consolidava, Mariano Moreno adoptava mesures cada vegada més radicals, enfront de la creixent oposició del president Saavedra. Moreno va crear un congrés legislatiu amb els diputats de l'interior que anaven arribant, deixant fora de l'executiu als representants de l'interior, cosa que aquests ho van interpretar com un atropellament. A proposta de Saavedra, la Junta i els diputats es van reunir per discutir la incorporació d'aquests a la Junta, del que va sorgir la creació de la posteriorment anomenada Junta Gran. Moreno va presentar la seva renúncia, però va ser enviat en una missió diplomàtica a Europa; moriria en alta mar.
Entre les mesures més importants de la Junta Gran va estar la creació de juntes de govern provincials. Es van iniciar contactes amb el govern independent de Xile i amb els Estats Units d'Amèrica, amb qui les relacions van ser essencialment comercials.
Els grups partidaris de Moreno, reunits a la Societat Patriòtica, van difondre proclames contràries al govern; però, al mes d'abril, una manifestació de les classes baixes de la població portenya va portar a l'expulsió dels diputats morenistes. El comandament polític va ser assumit pel nou secretari de govern, Joaquín Campana, que va portar endavant mesures radicals com ara la persecució sistemàtica dels espanyols peninsulars.
A l'Alto Perú la situació semblava consolidada; però el 20 de juny de 1811, l'Exèrcit del Nord va ser derrotat en la batalla d'Huaqui. Els revolucionaris van haver de retirar-se fins Jujuy.
Tampoc el setge de Montevideo mostrava cap avanç, i el 15 de juliol l'esquadra espanyola va bombardejar la costa de Buenos Aires; encara que no va causar danys materials, l'atac i la notícia d'Huaqui van incitar a la Junta a iniciar negociacions amb el govern reialista de Montevideo. Saavedra va partir cap a Jujuy per fer-se càrrec de l'Exèrcit del Nord; pocs dies més tard, el cabildo porteny va forçar a la Junta a arrestar Campana i a formar un poder executiu de tres membres, conservant per a ell el poder legislatiu.

## El Primer Triumvirat (1811-1812)
El nou govern va assumir el 23 de setembre de 1811, integrat per Feliciano Chiclana, Juan José Paso i Manuel de Sarratea, amb Bernardino Rivadavia, José Julián Pérez i Nicolás Herrera com a secretaris. Va preferir les solucions diplomàtiques a les bèl·liques, va reforçar les mencions a la fidelitat a Ferran VII i va postergar la declaració de la independència. Quan el general Belgrano va crear una bandera nacional, li va ordenar destruir-la.
Inicialment, la Junta Gran va intentar exercir com a poder legislatiu, però (després de la ferotge repressió del Motí de les Trenes) el Triumvirat la va dissoldre i va assumir la totalitat del govern. Va dissoldre les Juntes de govern provincials i va nomenar els seus governadors d'entre el seu cercle polític, organitzant un estat unitari i arbitrari: imposar una rígida censura i va ordenar la persecució dels seus enemics. El juliol del 1812 es va descobrir una conspiració d'espanyols, que va ser suprimida amb l'afusellament de més de trenta persones després d'un judici sumaríssim i irregular, entre ells Martín de Álzaga, heroi de les Invasions Angleses.
El nou govern va signar un armistici amb el govern de Montevideo, abandonant la Banda Oriental. Artigas va rebutjar l'acord i es va traslladar amb gran part de la població oriental de la costa occidental del riu Uruguai, des d'on va intentar la defensa del seu territori. També es va signar un tractat amb el govern revolucionari del Paraguai, que lentament demostraria la seva intenció de romandre independent tant d'Espanya com de les Províncies Unides.

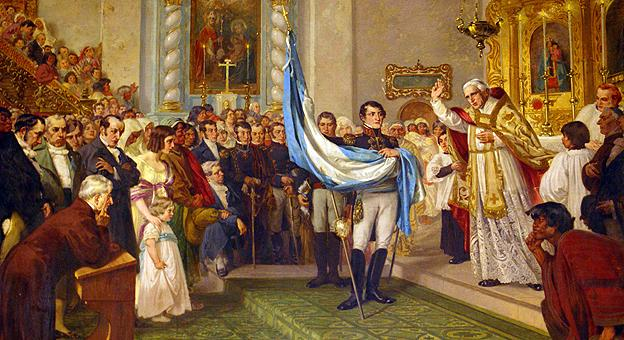
Benedicció de la Bandera Argentina pel canonge Juan Ignacio Gorriti a la Catedral de San Salvador de Jujuy, sostinguda per Manuel Belgrano
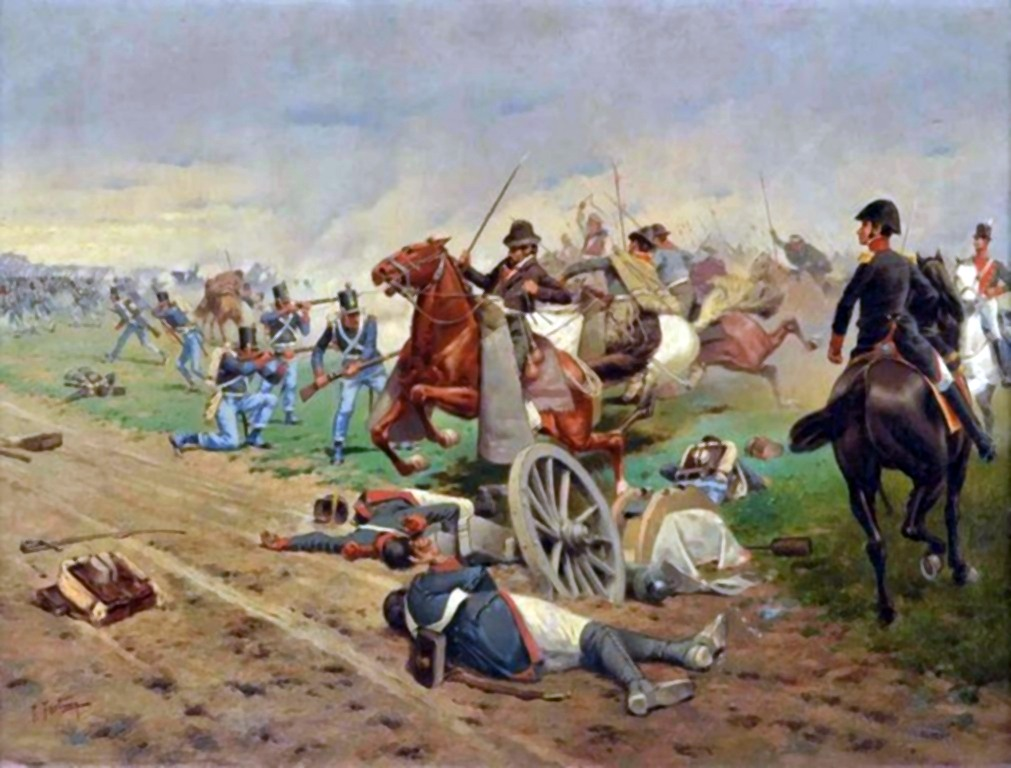
La batalla de Tucumán, 24 i 25 de setembre de 1812

Després de conquerir les ciutats de l'Alto Perú, un exèrcit reialista va envair el Nord de l'actual Argentina; el Triumvirat va ordenar al general Belgrano, cap de l'Exèrcit del Nord, retirar-e fins a Córdoba. Belgrano va iniciar la maniobra amb l'anomenat Èxode Jujeny, però va ser persuadit per la població de San Miguel de Tucumán de presentar batalla. Desobeint les ordres rebudes, Belgrano va obtenir una important victòria a la batalla de Tucumán (en opinió de molts historiadors, la més important de la guerra d'independència) i va forçar als invasors a retrocedir.

## L'època de l'Assemblea (1812-1815)

### El Segon Triumvirat
L'oposició s'havia concentrat en la Lògia Lautaro, una societat secreta presidida per Carlos María de Alvear, amb objectius clarament independentistes i oposada a la política del govern. La notícia de la victòria de Tucumán va causar a Buenos Aires un enorme descrèdit per al govern que havia ordenat la retirada fins a Córdoba. El 8 d'octubre de 1812, un cop d'estat protagonitzat pel coronel José de Sant Martín va enderrocar al Triumvirat i el va reemplaçar per l'anomenat Segon Triumvirat, integrat per Nicolás Rodríguez Peña, Antonio Álvarez Jonte i Juan José Paso. El Segon Triumvirat va tenir una actitud més decidida en la defensa militar; va enviar poderosos reforços tant a l'Exèrcit del Nord com a les tropes estacionades a la Banda Oriental. El 20 d'octubre de 1812, l'exèrcit patriota va posar novament setge a Montevideo, i onze dies més tard van obtenir la victòria del Cerrito. També va enviar una missió a les províncies de l'Interior, que va canviar les autoritats de les ciutats i províncies, reemplaçant als funcionaris addictes al govern anterior o a faccions autonomistes locals per altres, addictes a la Lògia Lautaro.
La disposició més important del Triumvirat va ser la convocatòria a l'Assemblea General Constituent de 1813. La mateixa va desenvolupar una obra legislativa tendent a reafirmar la sobirania de l'Estat; va reemplaçar el segell reial i l'escut d'armes per un de propi; va aprovar l'Himne Nacional Argentí i va ordenar l'encunyació de monedes amb els símbols del nou Estat. Va prohibir l'ús de turments, va suprimir els títols de noblesa, va abolir el Tribunal de la Inquisició i va declarar la llibertat de ventres, per la qual els fills d'esclaus passaven a ser lliures. Va sancionar l'Estatut del Suprem Poder Executiu en reemplaçament de l'Estatut Provisional de 1811.
Artigas, cabdill de la Banda Oriental que s'havia unit amb les seves forces al setge de Montevideo, va organitzar un Congrés que va enviar sis diputats a l'Assemblea, amb instruccions de sostenir la independència i l'autonomia dels governs provincials, és a dir, el federalisme. Però els diputats van ser rebutjats; formalment per haver estat elegits en forma irregular, però en la pràctica en rebuig de les Instruccions. A principis de l'any següent, aquestes desavinences portarien a les primeres guerres civils argentines.

### La guerra de 1813
Montevideo va resistir el setge a causa de la seva indiscutible superioritat naval, de manera que va llançar successives campanyes de saqueig sobre la costa dels rius Uruguai i Paranà; quan els Granaders a cavall del coronel San Martín els va derrotar en el Combat de Sant Llorenzo, la ciutat va quedar completament aïllada.

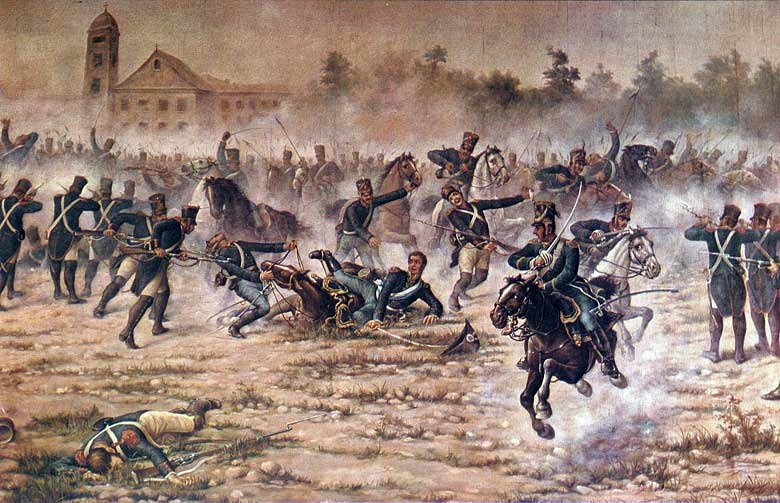
Combat de San Lorenzo, 3 de febrer de 1813
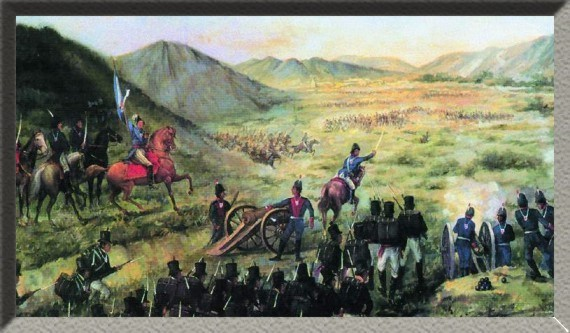
La batalla de Salta, 20 de febrer de 1813

Després de jurar lleialtat a la Bandera a la vora del riu Jurament, l'Exèrcit del Nord a ordres de Belgrano va obtenir el 20 de febrer de 1813 una completa victòria en la batalla de Salta. Tot l'exèrcit enemic va caure en mans patriotes, tot i que Belgrano (amb la impossibilitat de controlar 3200 presoners) els va posar en llibertat a canvi del jurament de no tornar a prendre les armes.
Poc després, l'Exèrcit del Nord va iniciar la segona expedició auxiliadora a l'Alto Perú, aconseguint controlar Potosí i Chuquisaca. Però el nou cap reialista, Joaquín de la Pezuela, el va derrotar a l'octubre a Vilcapugio i al novembre a Ayohúma. De manera que Belgrano es va veure obligat a retirar-se fins a Salta, on va lliurar el comandament de l'Exèrcit del Nord al seu nou comandant, José de San Martín, el gener de 1814.
El 20 de gener de 1814, a causa del rebuig porteny a l'autonomia oriental, Artigas va abandonar el setge de Montevideo, seguit per gran quantitat de tropes.

### El Directori de Posadas

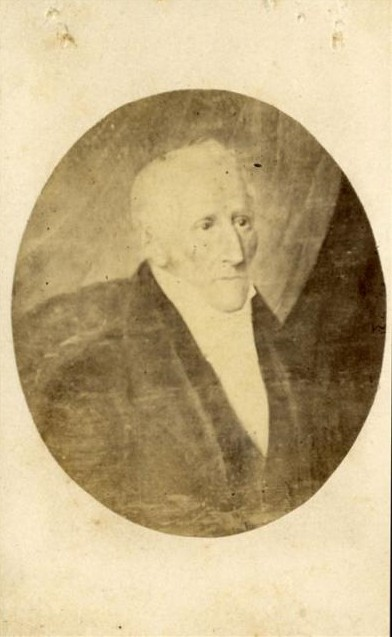
Gervasio Antonio de Posadas, primer Director Suprem de les Províncies Unides del Riu de la Plata

Aclaparada per la derrota en l'Alto Perú i les dissidències al Litoral, l'Assemblea va decidir crear un executiu unipersonal, amb el nom de Director Suprem de les Províncies Unides del Riu de la Plata, nomenant per a aquest càrrec a Gervasio Antonio de Posadas.
Per evitar que servís com a port d'arribada de forces reconqueridores espanyoles, al març una esquadra patriota al comandament de l'irlandès Guillermo Brown va atacar i va derrotar els reialistes en el Combat de Martín García; i el 17 de maig els va vèncer novament en el Combat naval del Buceo, destruint l'esquadra reialista i completant el setge sobre Montevideo. Posadas va enviar 1500 homes al setge de Montevideo al comandament de Carlos Maria de Alvear, que va iniciar les negociacions per al lliurament pacífica de la plaça; però el 23 de maig, Alvear va trencar l'acord i va ocupar Montevideo sense resistència, apoderant-se de gran quantitat de tropes i armament. Una gran expedició de 10.600 homes, que havia estat preparada per reprendre el Riu de la Plata, va haver de ser desviada cap a Veneçuela. En el front nord, l'exèrcit reialista va començar el seu avanç cap al sud i va ocupar Jujuy i Salta, mentre Sant Martín reorganitzava el seu exèrcit a San Miguel de Tucumán. La defensa de Salta va quedar a càrrec dels gautxos de Güemes; la guerra gautxa va ser irregular i netament defensiva, però va desgastar als invasors fins al punt d'impedir-los continuar el seu avanç. A la rereguarda de l'avanç reialista, els caps locals de les «republiquetas» van aconseguir una victòria a la batalla de La Florida i van controlar Santa Cruz de la Sierra i Cochabamba.
Per raons de salut (i convençut de la impossibilitat de derrotar decisivament als reialistes a l'Alto Perú) a mitjan aquest any, Sant Martí va renunciar al comandament de l'Exèrcit del Nord. En el seu lloc, Posadas va enviar a José Rondeau, portant amb ell les forces que havien participat en el setge i part de les rendides de Montevideo. A mitjan 1814 va esclatar la Rebel·lió del Cusco, que es va estendre des d'aquesta ciutat a moltes províncies veïnes, ocupant Ayacucho, Arequipa i La Paz. Al mes d'agost, l'exèrcit reialista va retrocedir cap a l'Alto Perú; però l'Exèrcit del Nord no va saber aprofitar l'oportunitat.
La situació amb Espanya va empitjorar amb el retorn de Ferran VII al tron espanyol, per la seva actitud intransigent en contra de la independència de les colònies de l'imperi espanyol i la restauració de l'absolutisme. La Lògia Lautaro es va dividir davant la nova situació; la majoria, dirigida per Alvear, sostenia la necessitat de negociar amb Ferran VII; Sant Martín liderava l'altra posició, que proposava declarar la independència, reorganitzar l'exèrcit i combatre els espanyols.
Artigas s'havia retirat del setge per dirigir la resistència contra la concentració del poder en mans del Directori. Ja des de l'època de l'Èxode Oriental havia tingut frecs amb els representants del poder central, i el seu prestigi com a cabdill s'havia estès a la província d'Entre Rios i les veïnes Corrientes i Santa Fe. Pocs dies després de la retirada d'Artigas, les poblacions del interior d'Entre Rios van expulsar a les forces nacionals en el combat de El Espinillo, i una revolta va portar al poder als federals a Corrientes,

### El Directori d'Alvear

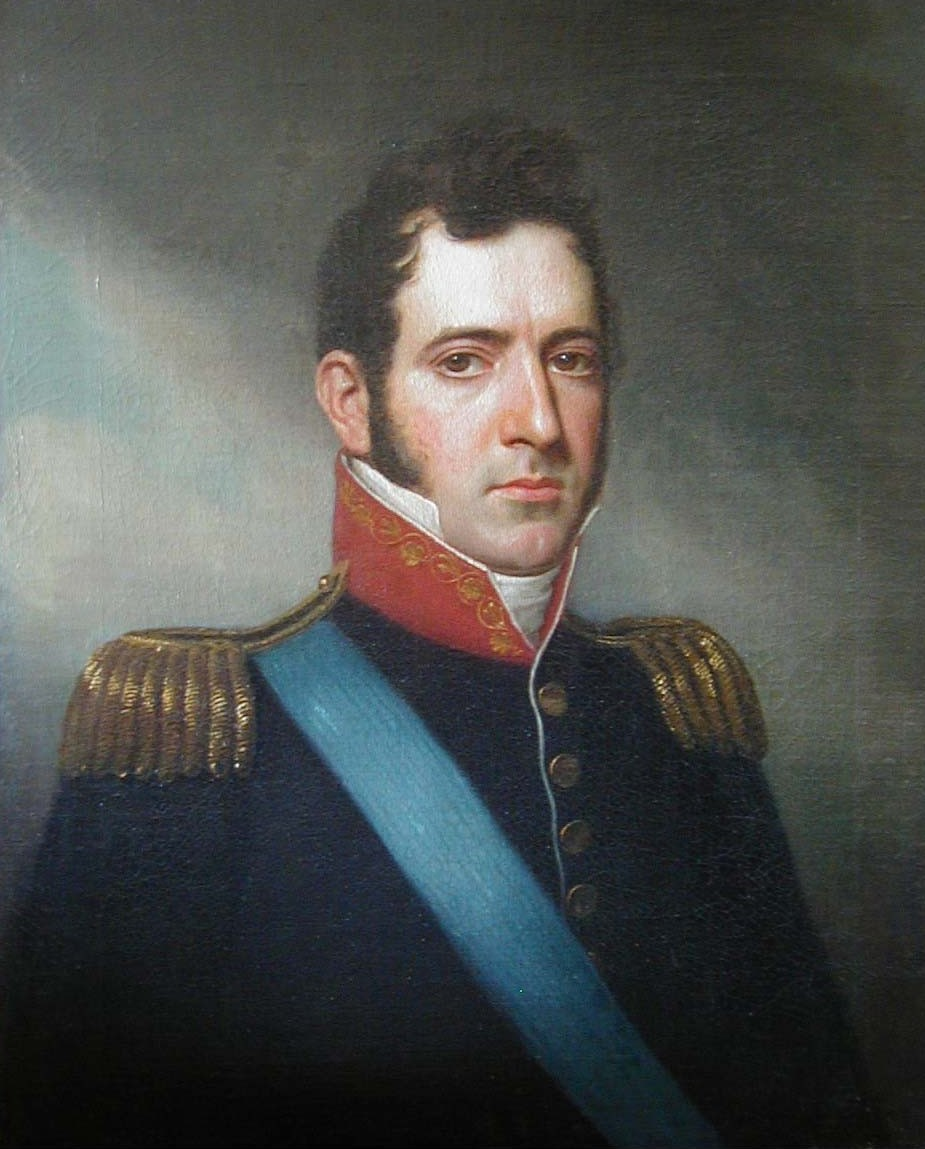
Carlos María de Alvear

A finals de 1814, Posadas va nomenar a Alvear comandant de l'Exèrcit del Nord, en reemplaçament de Rondeau; però l'oficialitat es va revoltar i va sostenir en el seu lloc a Rondeau, el que va causar la renúncia de Posadas. Alvear va tornar a la capital i va aconseguir que l'Assemblea l'anomenés Director Suprem. El breu període del seu govern es va caracteritzar pel despotisme: va impedir que l'Assemblea es tornés a reunir, i va disposar la pena de mort per a qui formulés crítiques al seu govern.
L'Exèrcit del Nord va desconèixer completament la seva autoritat. Alvear va enviar a Manuel José García en missió secreta a sol·licitar un protectorat britànic; tot i que la missió va derivar en una comanda d'ajuda, s'havia renunciat a tota ambició independentista.
Gran part de la Banda Oriental era controlada per Artigas, que el gener de 1815 va obtenir una completa victòria a la batalla de Guayabos. Alvear va lliurar Montevideo als federals, però va seguir negant-se a negociar amb ells. Al març van esclatar dues revolucions federals a Santa Fe (on va assumir el govern l'estancier Francisco Candioti) i a Córdoba, on va ser José Javier Díaz nomenat governador.
En resposta, Alvear va enviar a un exèrcit a ocupar Santa Fe; però aquest es va revoltar, exigint la renúncia del director i la fi de la guerra civil. També a Buenos Aires hi va haver una revolta, durant la qual el cabildo va declarar dissolta l'Assemblea i va ordenar a Alvear lliurar el comandament. Aquest es va exiliar a Rio de Janeiro. Electors nomenats pels veïns de Buenos Aires i el seu cabildo van designar a Rondeau director suprem; com aquest era el cap de l'Exèrcit del Nord, el va reemplaçar interinament José Ignacio Álvarez Thomas.

## L'època del Congrés (1815-1820)
La revolució va tornar a prendre el camí cap a la Independència; com a símbol del canvi de govern, pocs dies després de la caiguda d'Alvear va ser enarborada per primera vegada en el Fort de Buenos Aires la Bandera Nacional, reemplaçant a l'espanyola.
Per evitar una nova dictadura, el Cabildo de Buenos Aires va establir una Junta d'Observació que exercís el Poder Legislatiu i fiscalitzès l'Executiu; la mateixa va sancionar un Estatut Provisional de Govern, en el qual també es convocava a un Congrés a San Miguel de Tucuman per sancionar una constitució.

### La Lliga dels Pobles Lliures

Les Províncies Unides del Riu de la Plata (1815); en vermell, la Lliga dels Pobles Lliures

Al juny de 1815, les províncies federals van organitzar l'anomenat Congrés d'Orient a Arroyo de la China; però l'esperança de negociar amb Álvarez Thomas es va veure ràpidament defraudada, quan aquest va enviar un exèrcit que va envair Santa Fe i va nomenar un governador addicte. Dos breus insurreccions a Santiago del Estero van ser fàcilment dominades i castigades amb l'execució del seu líder, Juan Francisco Borges.
Al març de 1816, els federals van expulsar els directorials de Santa Fe; una nova expedició cap a aquesta ciutat, al comandament de Belgrano, va acabar amb el Pacte de Santo Tomé, d'abril de 1816, pel qual es disposava el desplaçament de Belgrano i Álvarez Thomas; aquest va renunciar i va ser reemplaçat per Antonio González Balcarce. Com el Congrés es a negar a reconèixer la validesa del Pacte de Santo Tomé i l'autonomia de les províncies federals, aquestes no van enviar diputats a unir-se a aquest.

### A la defensiva
Al començament de 1813, una expedició enviada des del Perú havia aconseguit controlar el sud de Xile. El govern rioplatenc va enviar a aquest país un Batalló d'Auxiliars Argentins, però els independentistes van ser derrotats en la batalla de Rancagua (1 i 2 d'octubre de 1814), i centenars de civils i militars van fugir cap a Mendoza.
A l'any següent, l'Exèrcit del Nord (al comandament de Rondeau) va iniciar la tercera expedició auxiliadora a l'Alto Perú, que va aconseguir reincorporar a les Províncies Unides les ciutats de Potosí, Chuquisaca, Cochabamba i Santa Cruz de la Sierra, mentre les zones rurals eren controlades per les republiquetas. Però, a la rereguarda, Martín Güemes es va rebel·lar i es va fer nomenar governador de Salta. Els rebels de Cusco havien estat derrotats, de manera que va haver d'enfrontar-se a l'Exèrcit Reial del Perú en ple, que el va derrotar en la batalla de Sipe Sipe. L'exèrcit es va retirar novament a Jujuy, on va es enfrontar a Güemes; però va ser obligat a pactar un acord pacífic amb Güemes (el Congrés de Tucumán va ordenar a l'Exèrcit del Nord retirar-se cap a Tucumán i va encomanar a Güemes la defensa de la frontera nord). El cabdill del nord es va transformar en un aliat del govern central, i quan el general Belgrano va tornar a assumir el comandament de l'Exèrcit del Nord, aquest va funcionar com a auxiliar de les forces de Güemes, que va ser parcialment desmantellat en benefici de l'exèrcit que s'organitzava per alliberar Xile i utilitzat per intentar sotmetre als federals de l'interior i del litoral. Durant l'any 1816, les republiquetas van ser derrotades una a una.
Pel que fa a Espanya, la situació seguia empitjorant, i Ferran VII va continuar enviant exèrcits a Amèrica, com el que va derrotar a Veneçuela i Colòmbia a 1815. L'acció del papa Pius VII, que va llançar l'encíclica legitimista de 1816, amb la qual beneïa les accions repressives dels realistes a Espanya, recolzava la seva actitud agressiva. No obstant això, cap expedició va partir directament cap al Riu de la Plata; l'única que es va preparar amb aquest destí va haver de ser suspesa repetides vegades, davant les epidèmies que van delmar i afeblir a les seves tropes.

### El Congrés i la declaració de la independència
El Congrés de Tucumán va iniciar les seves sessions el 24 de març de 1816, amb representants de les províncies que admetien l'autoritat del Directori, però no hi havia les de la Lliga Federal (amb excepció de Córdoba) ni les ocupades pels reialistes. Un mes més tard, el Congrés va triar nou Director de l'Estat per a reemplaçar a Álvarez Thomas, nomenant al general Juan Martín de Pueyrredón, que poc després es va traslladar a Buenos Aires.
El 9 de juliol de 1816, el Congrés va aprovar la Declaració d'Independència de les Províncies Unides, que en l'Acta de Declaració de la Independència respectiva eren anomenades «Províncies Unides en Sud-amèrica»:
| « | Nosaltres, els representants de les Províncies Unides en Sud-Amèrica, reunits en congrés general, invocant a l'Etern que presideix l'univers, en nom i per l'autoritat dels pobles que representem, protestant al Cel, a les nacions i homes tots del globus la justícia que regla els nostres vots: declarem solemnement a la faç de la terra, que és voluntat unànime i indubtable d'aquestes Províncies trencar els violents vincles que els lligaven als reis d'Espanya, recuperar els drets que van ser despullats, i investir de l'alt caràcter d'una nació lliure i independent del rei Ferran VII, els seus successors i metròpoli. (...) ... i de tota altra dominació estrangera. | » |

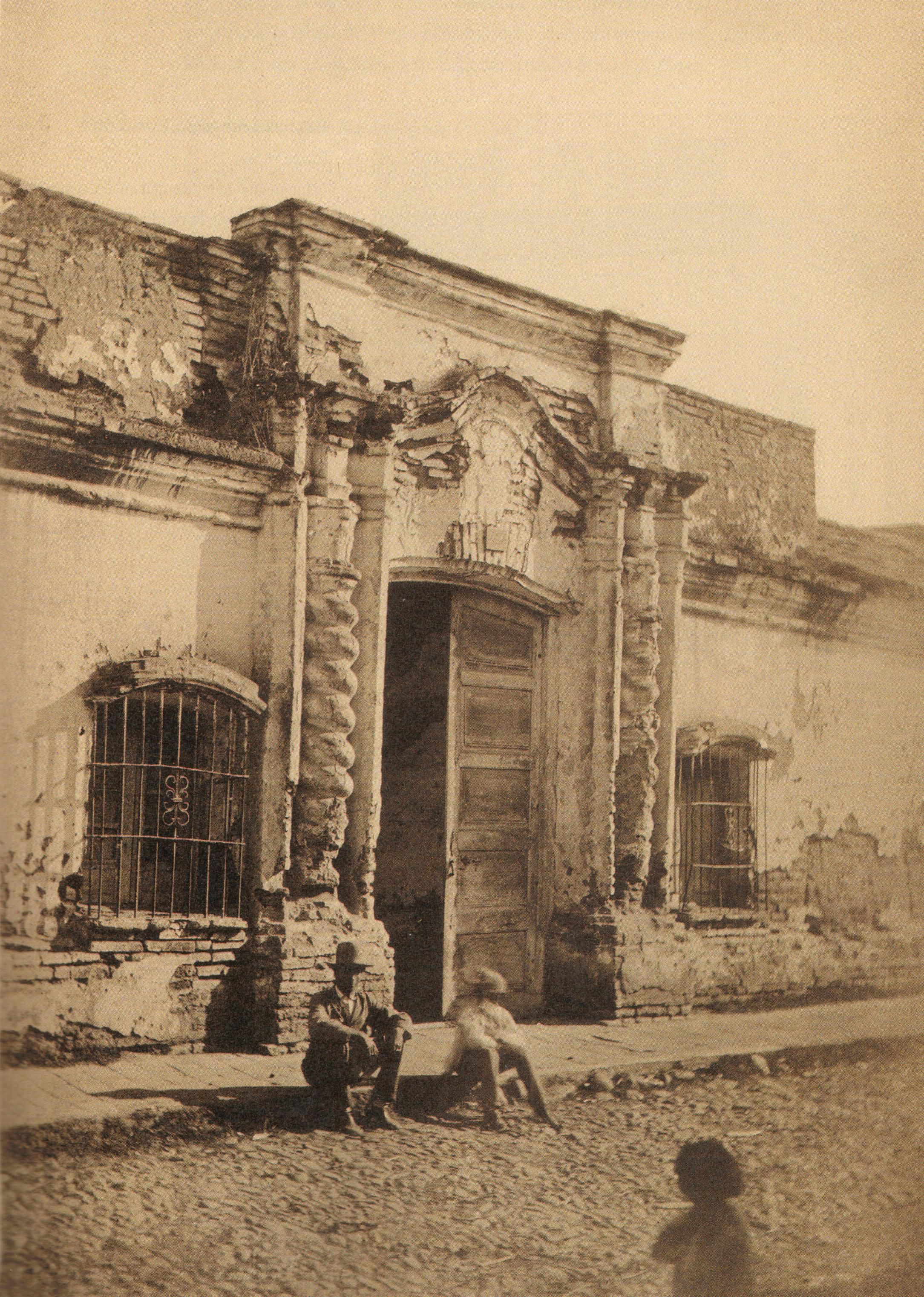
La Casa de Tucumán, on es va declarar la independència
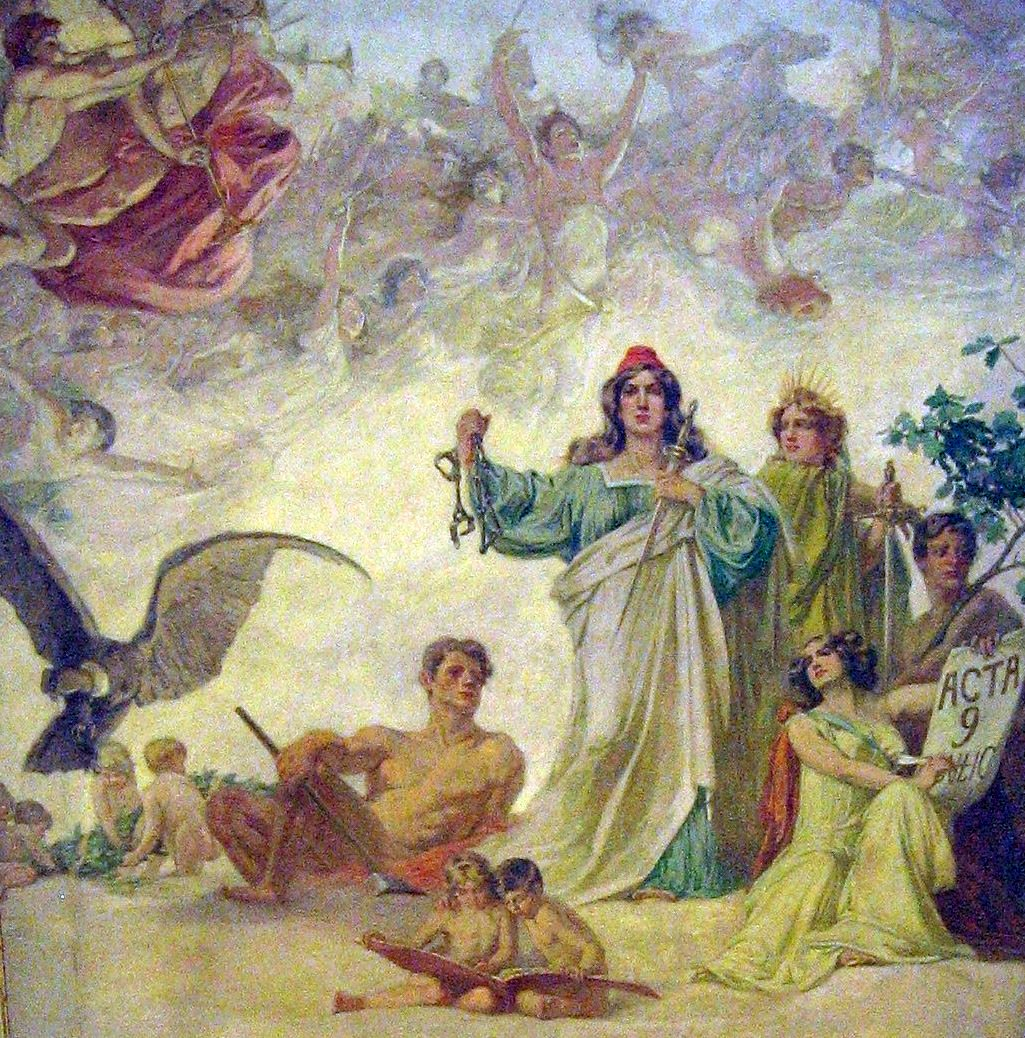
Al·legoria de la Declaració de la Independència, per Luis de Servi. Pintura sobre tela al sostre del Saló Blanc de la Casa Rosada.

Durant la resta del mes de juliol es va continuar discutint la forma de govern, mostrant-se la majoria favorable a una monarquia constitucional, tot i que l'oposició dels diputats de Buenos Aires i de la intendència de Cuyo va bloquejar qualsevol pronunciament en aquest sentit. El 25 de juliol es va oficialitzar la Bandera de l'Argentina, creada quatre anys abans per Belgrano.
A principis de 1817, al produir-se una nova invasió reialista a Salta, el Congrés va decidir allunyar-se del perill, traslladant-se a Buenos Aires. La mesura també obeïa a la intenció del Directori de controlar l'actuació del Congrés. A Buenos Aires, el Congrés va discutir el text d'una constitució, va negociar amistosament amb la corona portuguesa la invasió a la Banda Oriental i va buscar a Europa un príncep per coronar-lo «Rei del Riu de la Plata».

### El directori de Pueyrredón

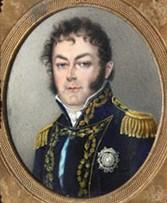
Juan Martín de Pueyrredón

Abans de marxar cap a Buenos Aires, Pueyrredón es va aturar a Córdoba a discutir amb el general San Martín el seu pla continental per alliberar Xile i el Perú, comprometent tot el seu suport.
Instal·lat a Buenos Aires, es va enfrontar a l'oposició portenya, formada per un incipient grup federal dirigit per Manuel Dorrego, Miguel Estanislao Soler i Pedro José Agrelo; va enviar a Soler al front de guerra i va deportar a Dorrego, que es va refugiar als Estats Units d'Amèrica.
Tots els esforços militars del govern de Pueyrredón van estar orientats a dos objectius centrals: aixafar la resistència dels federals i sostenir els esforços de Sant Martí en la seva campanya a Xile. El front nord va ser pràcticament abandonat i l'Exèrcit del Nord va ser destinat a sotmetre les rebel·lions federals. El govern federal cordobès va ser deposat, tot i que la resistència de cabdills menors a la província va continuar per tres anys més.

### Campanya alliberadora a Xile
Durant el seu pas per l'Exèrcit del Nord, San Martín havia arribat a la conclusió que era impossible derrotar els reialistes a l'Alto Perú mentre aquests controlessin el Perú, de manera que va idear arribar a Lima per mar, partint des de Xile. És per això que es va fer nomenar governador de la Intendència de Cuyo. Considerant essencial la declaració d'independència per reforçar els sentiments patriòtics dels rioplatencs i sol·licitar ajuda estrangera, va donar suport a la formació del Congrés de Tucumán i va pressionar per la declaració d'independència.
La caiguda de Xile va obligar a Sant Martí a alliberar primer aquest país; amb les tropes xilenes salvades del desastre, els Auxiliars Argentins, alguns batallons enviats des de Buenos Aires, forces provinents de l'Exèrcit del Nord, i gran quantitat de voluntaris i esclaus de Cuyo, Sant Martín va crear l'Exèrcit dels Andes. L'armament i les eines de l'Exèrcit van ser fabricades pel frare Luis Beltrán.
El Creuament dels Andes es va iniciar el gener de 1817, amb 5350 homes d'armes (més 1200 milicians auxiliars) dividit en sis columnes, dues de les quals es dirigien sobre Santiago de Xile. Aquestes van aconseguir una completa victòria el 12 de febrer a la batalla de Chacabuco, que li va permetre ocupar Santiago; el general Bernardo O'Higgins va ser nomenat «Director Suprem de l'Estat de Xile», i San Martín comandant de l'«Exèrcit Unit Alliberador de Xile».

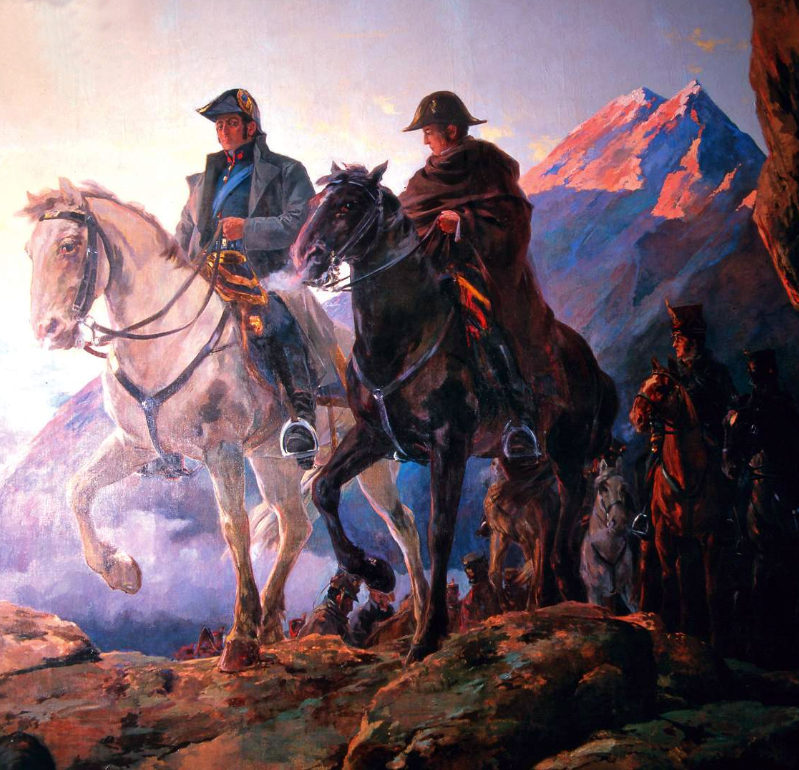
Els generals José de San Martín (esquerra) i Bernardo O'Higgins (dreta) creuant els Andes, 12 de gener - 8 de febrer de 1817
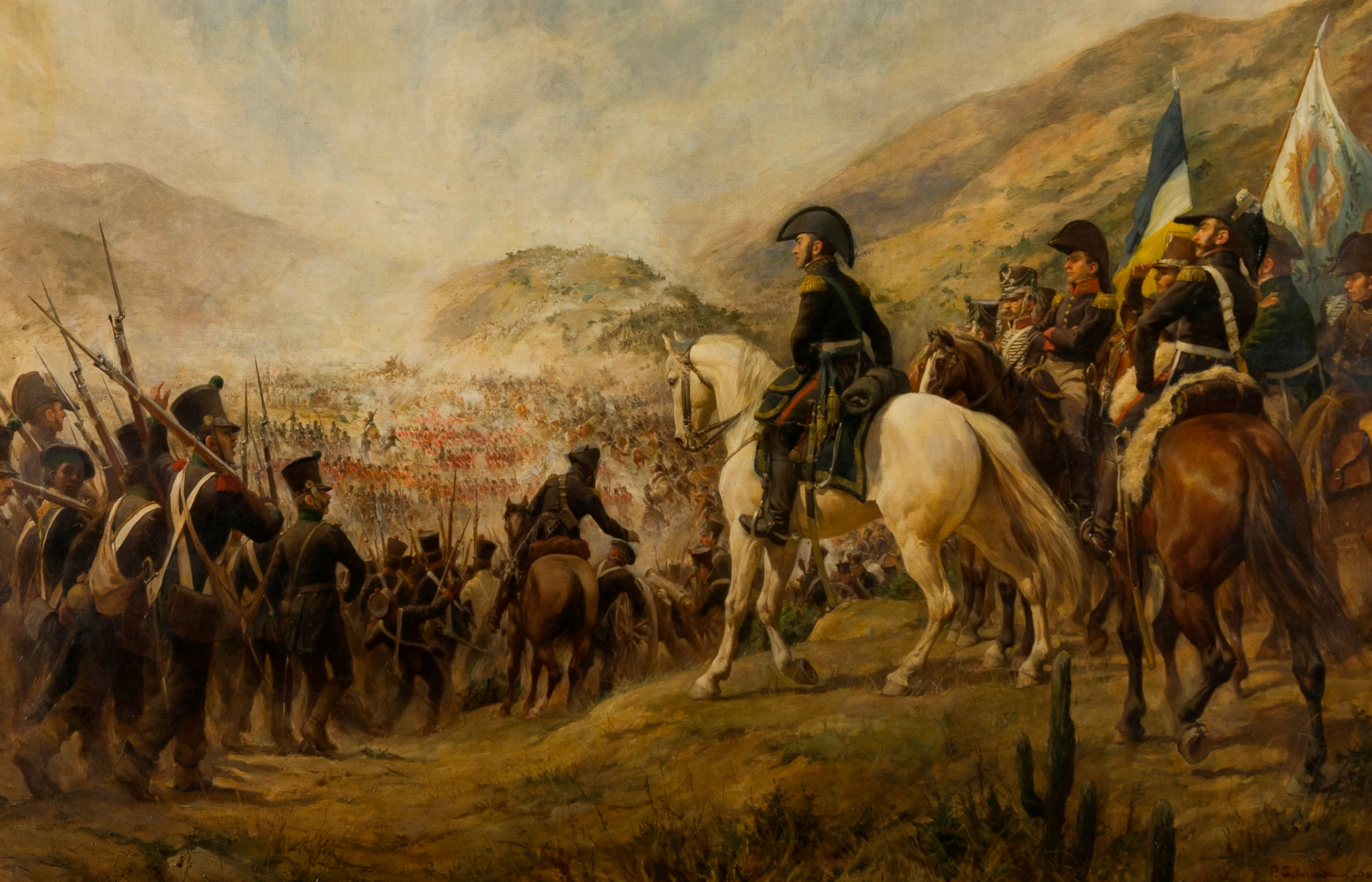
La batalla de Chacabuco, 12 de febrer de 1817, segons l'oli de Pedro Subercaseaux
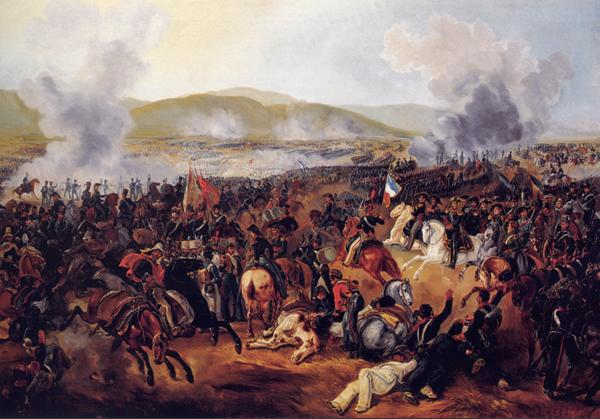
La batalla de Maipú, 5 d'abril de 1818, segons Mauricio Rugendas

L'Exèrcit Unit va marxar cap al sud i va capturar totes les ciutats de la regió, amb excepció de Talcahuano, que va ser assetjada per terra; poc després que els assetjats rebessin un poderós reforç des del Perú, un intent d'assalt a Talcahuano va acabar en un desastre. L'Exèrcit Unit va ser derrotat en Cancha Rayada i es va retirar cap a Santiago; però quinze dies més tard estava novament a punt per combatre, i el 5 d'abril de 1818 va obtenir la victòria definitiva a la batalla de Maipú. Diverses guerrilles reialistes continuarien resistint durant diversos anys, però la independència xilena estava assegurada.

### La diplomàcia directorial i els projectes monàrquics
Per legitimar-se davant de l'opinió pública i les nacions estrangeres, els primers governs de la Revolució es van veure afavorits per l'absència del rei del tron espanyol. Tornat Ferran VII a Madrid, el llenguatge i els mètodes dels enviats diplomàtics van haver de canviar radicalment; Manuel de Sarratea va felicitar a Ferran VII per la seva tornada al tron, i Belgrano i Rivadavia van pretendre negociar amb el rei l'autonomia rioplatenca. Després de fracassar en aquesta missió, van buscar un príncep d'alguna casa regnant a Europa per coronar-lo com «Rei del Riu de la Plata»; així va ser que van proposar la coronació de l'infant Francesc de Paula de Borbó, germà de Ferran VII.
Ja instal·lat el Congrés de Tucumán, el mateix Belgrano va proposar la coronació d'un rei d'ascendència inca, Juan Bautista Túpac Amaru, per a les Províncies Unides en Sud-amèrica, que aparentment inclourien també a Xile i el Perú (Pla de l'Inca). Posteriorment es va projectar el seu enllaç matrimonial amb la Casa de Bragança, els membres de la qual residien a Rio de Janeiro. El projecte original va ser rebutjat principalment per raons de racisme, i la seva derivació bragantina va ser rebutjada per Joan VI de Portugal.
Un cop instal·lat el Congrés a Buenos Aires, i ja sota la influència de Pueyrredón, aquest va enviar diverses missions a Europa per negociar la coronació d'altres candidats, entre els quals es van considerar les opcions del futur rei Lluís Felip I de França i del Príncep de Luca.

### La invasió portuguesa a la Banda Oriental i noves guerres civils

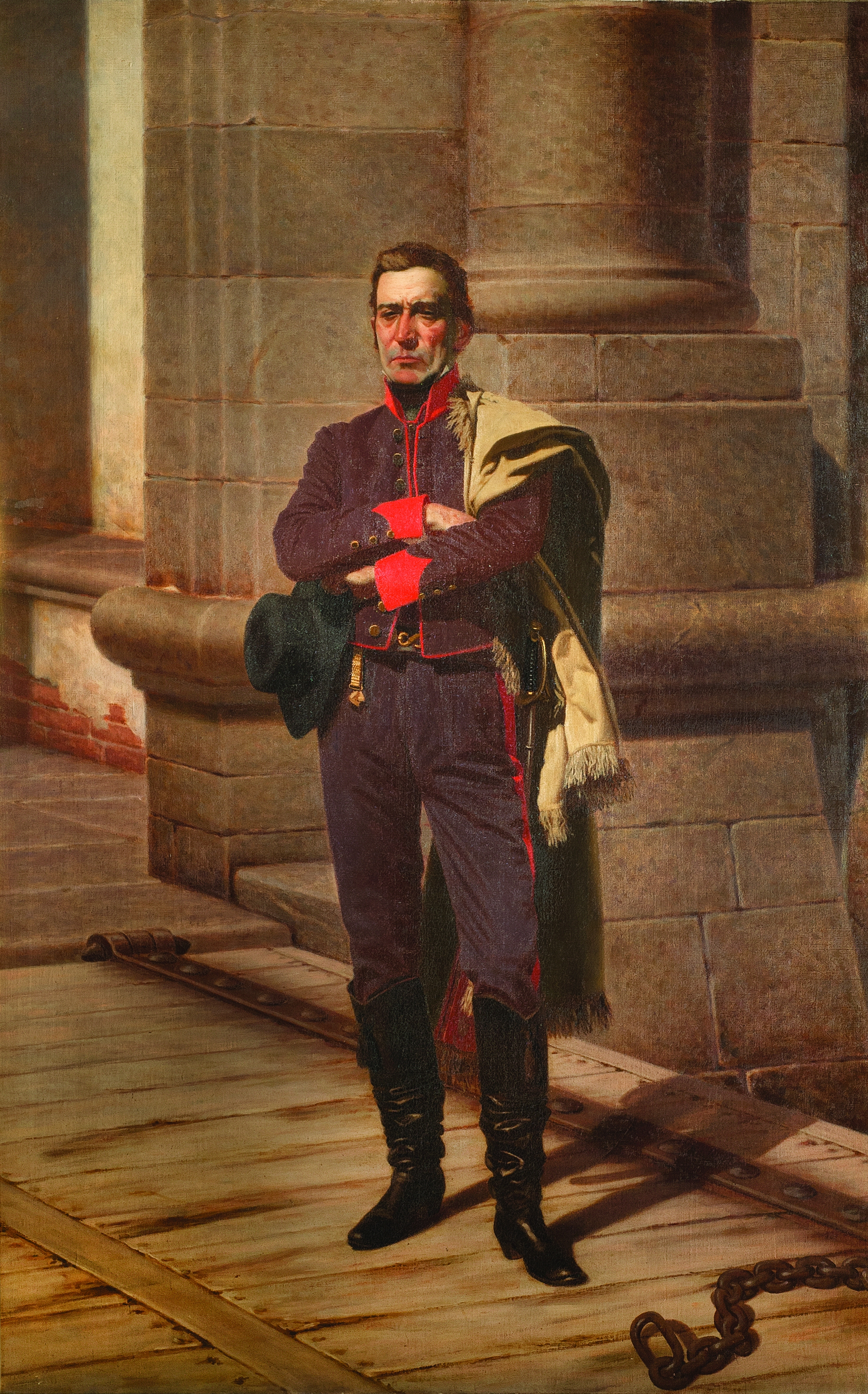
Artigas a la Ciutadella, oli de Juan Manuel Blanes.

A la Banda Oriental, Artigas va poder portar endavant un govern progressista i democràtic; va fer profundes reformes socials i va repartir entre els pobres les terres dels reialistes emigrats. Però a l'agost de 1816, el rei de Portugal va iniciar la invasió portuguesa a la Província Oriental. Pueyrredón no va fer res per defensar la província envaïda, i va arribar a pactar amb el cap invasor. El gener de 1817, els portuguesos van aconseguir capturar Montevideo, encara que Artigas i les seves forces van resistir encara tres anys més a l'interior de la província.
Pueyrredón va oferir a Artigas una ajuda considerable, a canvi que aquest acceptés el sistema unitari i sotmetés a la seva província a l'autoritat del Directori. Davant la negativa del cabdill federal, l'ajuda mai va ser lliurada. A més va utilitzar la invasió portuguesa per intentar doblegar als federals de les províncies del Litoral; a principis de 1817, va llançar una quarta invasió sobre Santa Fe, que va aconseguir a ocupar la ciutat durant 25 dies abans de ser expulsada. També va enviar diverses expedicions a Entre Ríos, amb el suport de cabdills menors; però aquests van ser derrotats pel cabdill local Francisco Ramírez, que des de llavors va exercir com a governador d'Entre Rios al capdavant d'unes montoneres disciplinades i eficaces. També a Corrientes va haver-hi intents de restauració directorial, que van ser vençuts pel cacic guaraní Andrés Guazurary, fillol d'Artigas.
A Santa Fe, el governador Vera va ser enderrocat i el cap de les milícies rurals, Estanislao López va ser nomenat governador. A finals de 1818, Pueyrredón va enviar a Santa Fe un exèrcit de 5000 homes, que va saquejar gran part de la província i va incendiar Rosario. Simultàniament, una columna de l'Exèrcit del Nord al comandament de Juan Bautista Bustos va avançar per prendre entre dos focs a López, però aquest va aconseguir vèncer a tots dos exèrcits. Una nova doble invasió, al començament de 1819, va tenir el mateix resultat.

### Cepeda: la dissolució del govern nacional
Al maig de 1819, el Congrés va sancionar una constitució de tipus unitària, que va ser rebutjada per les províncies federals i ignorada en la major part de les altres; un mes més tard, Pueyrredón va renunciar al càrrec de Director Suprem.
En el seu lloc va ser nomenat José Rondeau, que va continuar la política del seu antecessor, abandonant per complet la guerra per la independència; Artigas, acorralat en la Banda Oriental, exigia als seus subordinats del Litoral atacar Buenos Aires, per reemplaçar al Directori per autoritats disposades a combatre els portuguesos. La guerra civil es va reprendre a l'octubre, quan forces de Santa Fe van saquejar les estancies del nord de Buenos Aires per reposar el bestiar saquejat anteriorment a Santa Fe. Rondeau va cridar en la seva ajuda als exèrcits del Nord i dels Andes. San Martín va rebutjar l'ordre i va traslladar gairebé totes les seves forces a Xile, per organitzar la campanya al Perú; Belgrano va ordenar la marxa de l'Exèrcit del Nord cap a Buenos Aires, encara que va delegar el comandament en Francisco Fernández de la Cruz per raons de salut.

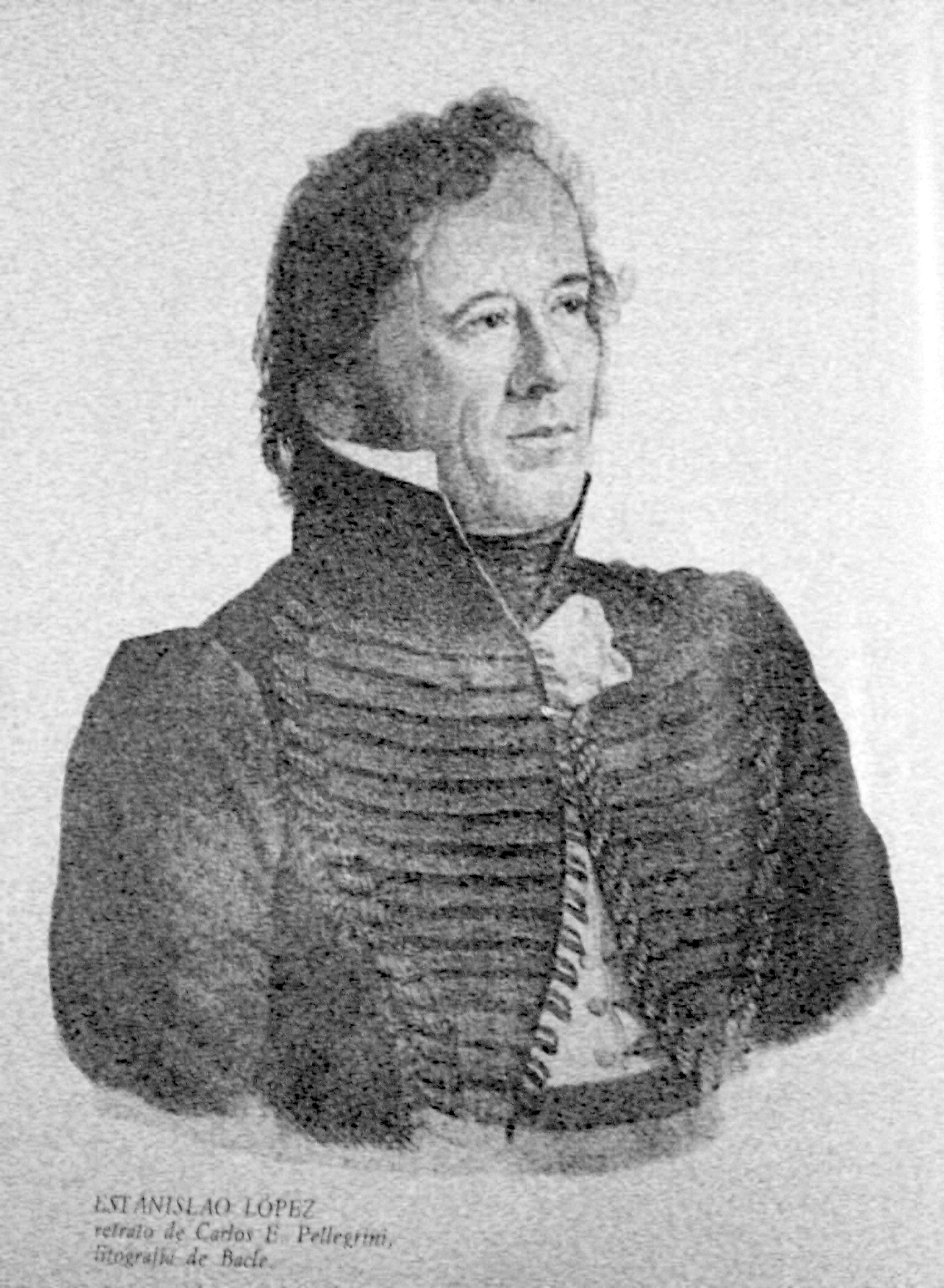
Estanislao López, governador de Santa Fe i guanyador de la batalla de Cepeda
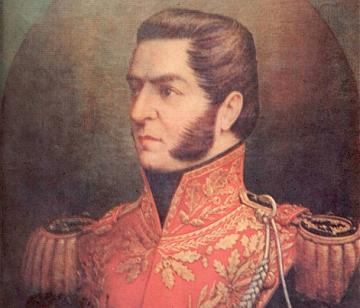
El cabdill Francisco Ramírez

Al novembre, una revolta va nomenar governador de Tucumán a Bernabé Aráoz, i en els primers dies de 1820 es va revoltar un batalló a San Juan, iniciant la dissolució de la Intendència de Cuyo. El dia anterior, l'Exèrcit del Nord s'havia revoltat a Arequito (jurisdicció de Santa Fe) i es va dirigir cap a Córdoba, amb la intenció de tornar al front contra els reialistes.
Els cabdills federals van derrotar el petit exèrcit de Rondeau el 1r de febrer en la batalla de Cepeda; a continuació, van marxar sobre Buenos Aires. Rondeau va renunciar l'11 de febrer, i el Congrés va ser considerat dissolt.
Tots dos bàndols ignoraven que Artigas acabava de ser derrotat definitivament a la batalla de Tacuarembó i havia fugit a Entre Ríos; tota la Banda Oriental va quedar en mans de Portugal.

## L'anarquia (1820-1821)
Des de llavors, cada província es va governar per si mateixa; els federals havien aconseguit evitar la subjugació per part del govern central, però al preu de destruir tota forma centralitzada d'organització nacional. Les úniques relacions entre les províncies van estar donades per tractats interprovincials.

### A Buenos Aires i al Litoral

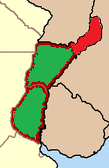
Territori de la República d'Entre Ríos

Faltant el govern nacional, Buenos Aires es va veure sotmesa a un període d'accentuada inestabilitat política, conegut com l'Anarquia de l'Any XX; successius governadors es van alternar en el govern, enderrocant-se mútuament, mentre pactaven amb els federals en tractats com el del Pilar i el de Benegas, i alternativament lluitaven contra ells en una continuïtat de la guerra. La victòria d'Estanislao López a la batalla de Gamonal li va donar una preeminència notable entre els governadors de l'interior.
Al mes de setembre, el general Martín Rodríguez va ser triat governador; va haver de sortejar una última revolta en contra amb ajuda de les milícies rurals al comandament de Juan Manuel de Rosas, però en endavant el seu govern va aconseguir l'estabilitat. Enmig d'aquests problemes, Rodríguez va llançar una campanya contra els indígenes del sud de la província; en represàlia, aquests van llançar una sèrie de malones que van portar a la despoblació de diverses localitats.
Artigas va pretendre sotmetre a la seva autoritat a Ramírez, però aquest el va derrotar i el va forçar a l'exili al Paraguai. A continuació, el vencedor va fundar la República d'Entre Ríos, que incloïa la seva província, més l'actual Corrientes i part de la de Misiones. A l'any següent va envair Santa Fe, que va aconseguir defensar-se amb ajuda de forces portenyes; d'allí va marxar a Córdoba, on va ser derrotat i mort. Poques setmanes més tard, la República d'Entre Ríos deixava d'existir, i el porteny Lucio Norberto Mansilla assumia el govern provincial, mentre Corrientes recobrava la seva autonomia.

### A l'interior

Territori de la República de Tucumán

A Córdoba, el general Bustos es va fer triar governador, càrrec que exerciria durant més de nou anys, al capdavant del federalisme d'aquesta província. La província de la Rioja va obtenir la seva autonomia de Córdoba, i dos anys més tard, el brigadier Facundo Quiroga es va erigir en cabdill de la mateixa. També Cuyo va quedar embolicada en desordres, i les jurisdiccions de San Juan, San Luis i Mendoza es van organitzar com a províncies autònomes..
El governador Aráoz, de Tucumán, va proclamar una República de Tucumán, però no va poder evitar la segregació de Santiago de l'Estero, on el seu primer governador, Juan Felipe Ibarra, exerciria el comandament durant més de trenta anys. A més va entrar en conflictes amb Güemes, que va envair la seva província, tot i que aquest va ser derrotat. En poques setmanes de l'any 1821, es va produir una invasió reialista a la província de Salta, durant la qual va morir Güemes, Aráoz va ser enderrocat, i la província de Catamarca va obtenir la seva autonomia. Els reialistes van ser expulsats de Salta per una reacció, dirigida en part per Juan Ignacio Gorriti, qui va ser triat governador. A l'any següent, aquest rebutjaria una última invasió reialista, que no va assolir arribar fins a Jujuy.
Mentre, la resta de les províncies s'anaven pacificant. Tucumán va patir una llarga guerra civil, amb freqüents canvis de govern, fins l'enderrocament definitiu i afusellament d'Aráoz, al març de 1824.

### La campanya de Sant Martín al Perú
L'anarquia en què es debatien les Províncies Unides era una oportunitat única per al rei d'Espanya, però una revolta el gener de 1820 el va obligar a renunciar a l'absolutisme i, a Amèrica, els líders reialistes es van dividir entre absolutistes i liberals, el que a seu torn va debilitar la seva resistència; a Veneçuela i Nova Granada, els independentistes van obtenir successives victòries i van expulsar els reialistes. I també Mèxic va obtenir la seva independència. Quan a finals de 1822 es va produir la segona restauració absolutista, ja era massa tard per a nous esforços reconqueridors.
L'únic govern provincial que va contribuir a la guerra d'independència va ser el de Salta, on Bustos va enviar només una petita part de l'Exèrcit del Nord. La província de Buenos Aires, única que hagués pogut col·laborar, es va negar rotundament a fer-ho; a canvi, el govern porteny signaria amb Espanya una Convenció Preliminar de Pau el 1823, que seria ignorada pel restaurat Ferran VII.
De manera que San Martín va haver de fer la seva projectada campanya sense suport argentí, el que va ser reemplaçat pel de Xile en el militar i Gran Bretanya en el naval i econòmic. El setembre del 1820, l'Exèrcit de Sant Martín va desembarcar al sud del Perú, encara que no va atacar frontalment; després de diverses negociacions, durant les quals el virrei va ser enderrocat i reemplaçat per José de la Serna, aquest es va veure obligat a evacuar Lima i instal·lar el seu govern a Cusco. Sant Martín va ingressar a Lima al juliol, va proclamar la Independència del Perú i va ser nomenat Protector del Perú.

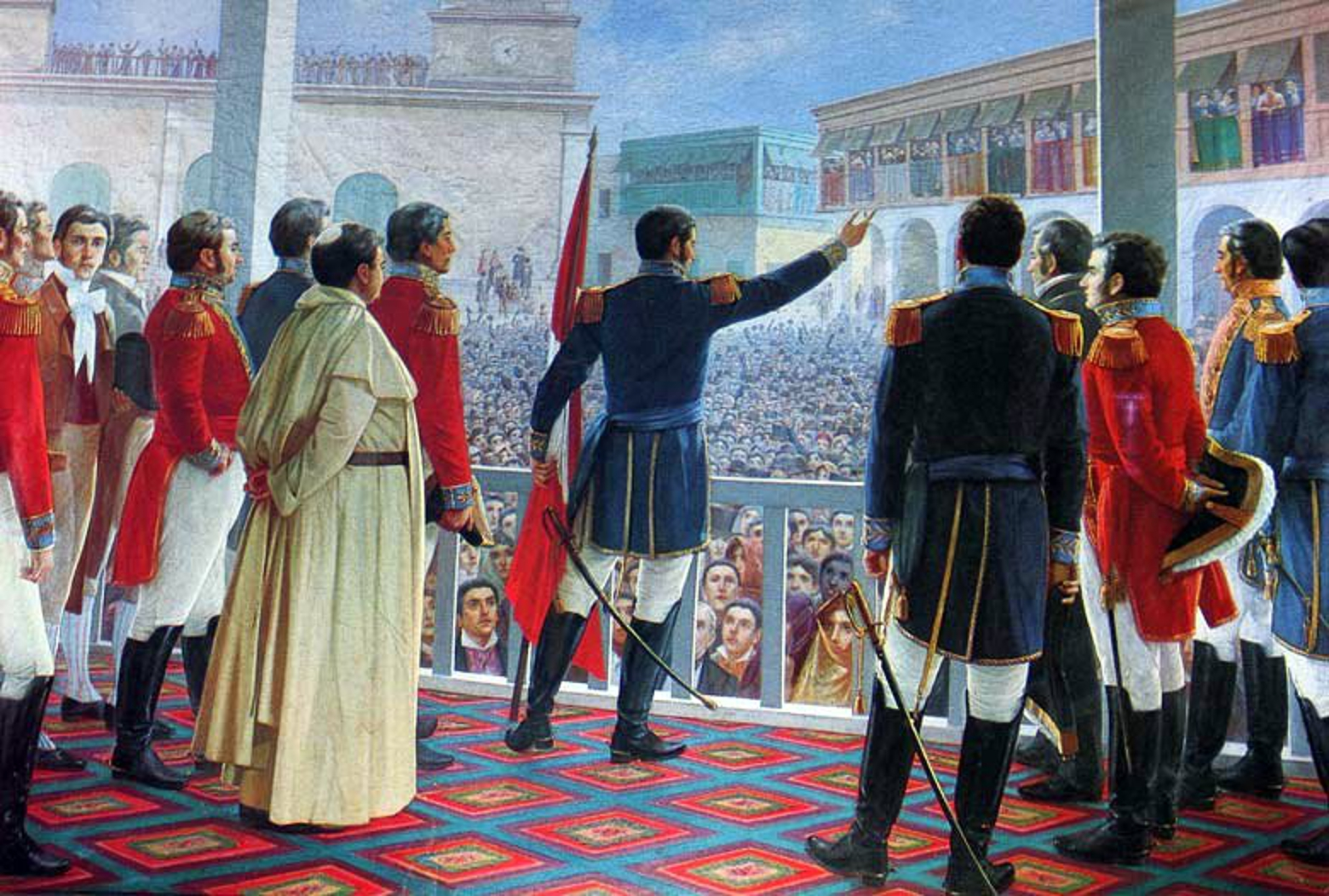
San Martín proclamant la independència del Perú, 28 de juliol de 1821

Durant els dos anys següents, Sant Martín va enviar successius exèrcits a enfrontar als reialistes, un dels quals va aconseguir l'alliberament de l'actual República de l'Equador amb ajuda colombiana. Però la seva situació davant del virrei no millorava, per la qual cosa es va veure obligat a cedir la iniciativa a Simón Bolívar, president de la Gran Colòmbia, en l'entrevista de Guayaquil. El seu segon, Antonio José de Sucre, aconseguiria la victòria final al novembre de 1824, a la batalla d'Ayacucho, amb participació d'algunes forces rioplatenques.
A l'any següent, Sucre va envair i va alliberar l'Alto Perú, regió que va optar per no reincorporar-se a les desorganitzades Províncies Unides, sinó independitzar com República de Bolívar, l'actual Bolívia.

## L'època de Rivadavia (1820-1827)
El governador porteny Rodríguez va nomenar ministres a Bernardino Rivadavia i Manuel José García; el primer es va abocar a una sèrie de grans reformes polítiques i culturals, mentre el segon va portar endavant una reforma financera. Per la seva banda, Rodríguez es va concentrar en llançar campanyes contra els indígenes durant les quals va fundar Tandil i Bahía Blanca.

### Reformes polítiques, socials i econòmiques

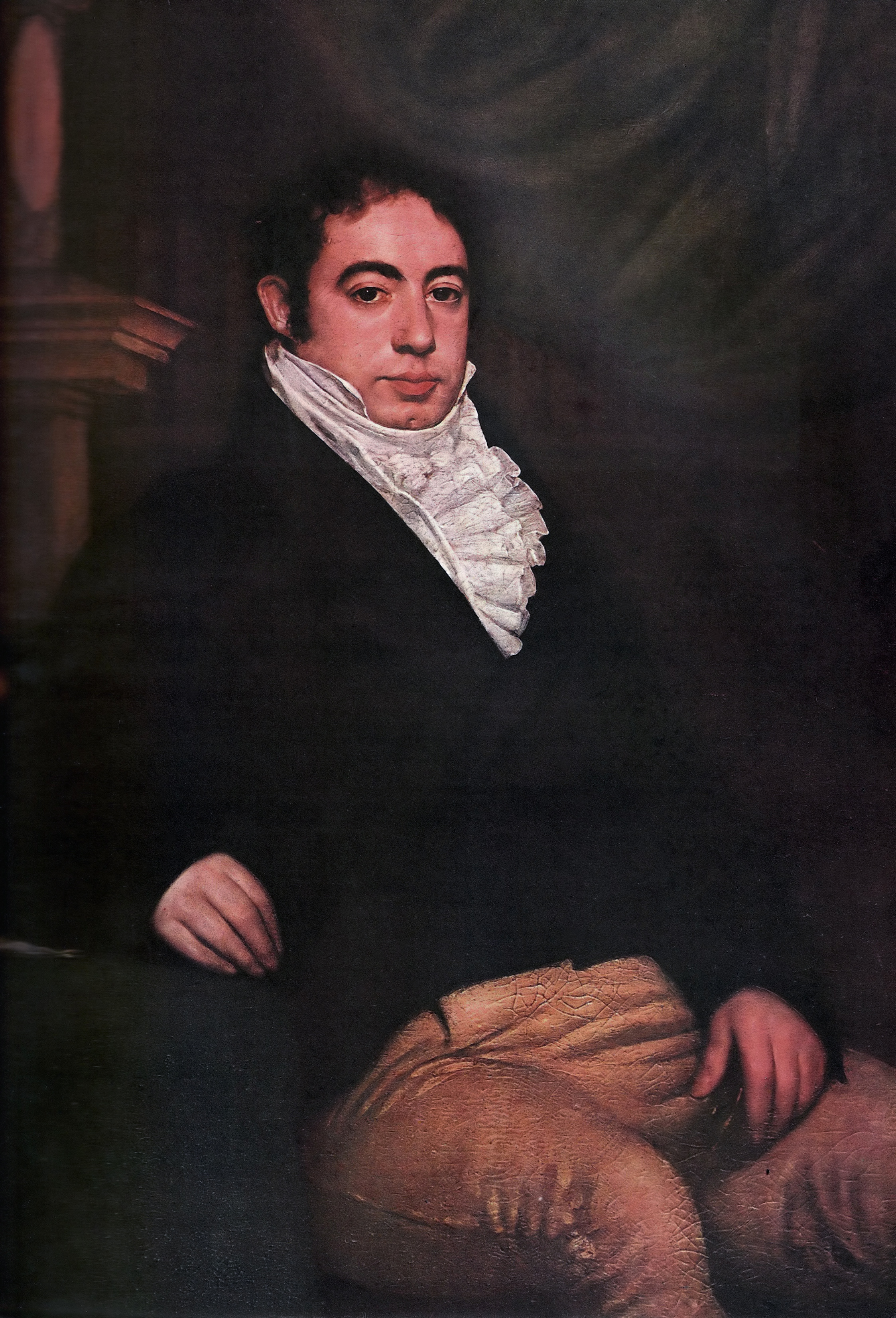
Bernardino Rivadavia.

Rivadavia va fer sancionar una Llei de Sufragi Universal; va abolir els cabildos, mesura que seria imitada per les altres províncies; i va impulsar l'anomenada Reforma eclesiàstica de Rivadavia que va suprimir el fur eclesiàstic i el delme, i subjectava al poder de l'estat a l'Església, dissolent diverses ordres religioses, en un gest que li va valer la imatge d'anticlerical. Va promoure la modernització de l'educació i l'europeïtzació de la cultura. Va fundar la Universitat de Buenos Aires i el Col·legi de Ciències Morals; es van crear diverses institucions acadèmiques i culturals, un arxiu oficial i un Museu de Ciències Naturals, i els va posar a càrrec d'intel·lectuals estrangers contractats a Europa. Durant la seva gestió es van multiplicar els diaris, que van defensar les posicions polítiques, deixant de banda la seva funció informativa.
El ministre García va fundar el Banc de Descomptes, una institució que ràpidament va quedar en mans de comerciants anglesos i capitalistes locals associats a aquests; va pagar el deute públic amb títols públics, i va contractar l' «Emprèstit Baring», iniciant el deute extern del país; els fons havien estat adquirits per a obres públiques, però en la seva major part van acabar sent prestats als comerciants del Banc de Descomptes; fixar les taxes duaneres a un nivell molt baix, amb el que va afavorir el comerç exterior de la província, però va aïllar i va ofegar les economies regionals (les artesanies no van poder competir amb els productes industrials importats).
Els deutes estaven recolzades per la totalitat de les terres públiques de la província; de manera que, per augmentar els ingressos de l'estat en un moment en què els anglesos desplaçaven als criolls del control de l'economia, crear el sistema de l'emfiteusi per arrendar en forma permanent les terres als qui volguessin llogar-les. Així, la major part de les inversions privades es van dedicar a llogar terres, que al seu torn es van concentrar en molt poques mans.
El creixement econòmic de la província va ser sorprenentment ràpid; l'economia va passar a dependre de l'exportació de productes ramaders, especialment de cuirs, mentre tots els productes manufacturats eren directament importats des de l'exterior. Es va gestar en aquest moment el «model agroexportador», que dominaria l'economia argentina fins a mitjan segle xx.

### El Congrés General Constituent
L'abril del 1824, la Junta de Representants va triar governador al general Juan Gregorio de las Heras. Dos anys abans, Rivadavia havia signat amb les províncies de Santa Fe, Entre Ríos i Corrientes el Tractat del Quadrilàter, pel qual es convocava a un futur Congrés Nacional a reunir a Buenos Aires; aquest va ser inaugurat al desembre de 1824. La seva primera iniciativa va ser la «Llei Fonamental», per la qual es reconeixia la vigència de les institucions de cada província fins a la sanció de la Constitució. Ni Las Heras ni el Congrés aconseguirien a fer molt més abans que els esdeveniments els superessin.
A l'abril d'aquest any s'havia produït l'expedició dels anomenats Trenta-tres Orientals, sota el comandament de Juan Antonio Lavalleja, que ràpidament va controlar l'interior de la província i va posar setge a Montevideo. El Congrés de la Florida va declarar la independència de la Província Oriental respecte de l'Imperi de Brasil i la seva reincorporació a les Províncies Unides. La mateixa va ser acceptada pel Congrés General el 25 d'octubre. L'Imperi va declarar la guerra a les Províncies Unides, que van respondre amb una altra declaració equivalent el primer dia de 1826. L'esquadra brasilera va bloquejar el Riu de la Plata, causant greus danys econòmics a les Províncies Unides.
Impulsat per la urgència d'organitzar un exèrcit nacional que respongués a un govern nacional, el Congrés va sancionar una llei per la qual es creava un Poder Executiu, amb el nom de President de les Províncies Unides del Riu de la Plata; per al càrrec va ser triat Rivadavia, acabat tornat d'un viatge a la Gran Bretanya.

### La presidència de Rivadavia

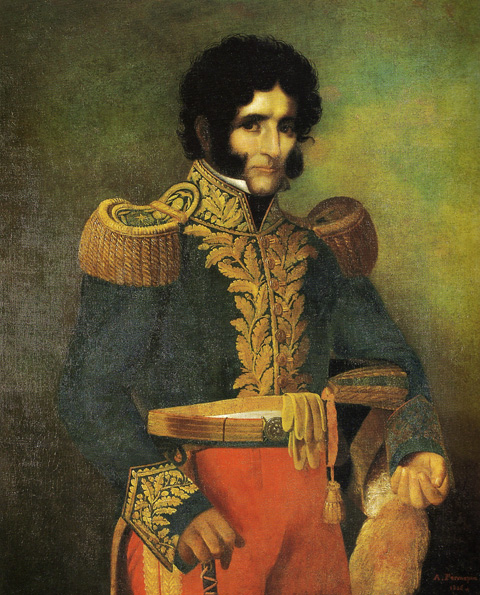
Facundo Quiroga

El nou president va organitzar un exèrcit i una esquadra, que va enviar a la guerra contra Brasil. Però les seves preocupacions fonamentals eren altres; en primer lloc, va signar amb Gran Bretanya un Tractat d'Amistat, Comerç, i Navegació, pel qual es reconeixia la independència de les Províncies Unides.
Va avançar ràpidament sobre l'autonomia de les províncies, inclosa la de Buenos Aires; la Llei de Capitalització creava una capital (que incloïa Buenos Aires i una àmplia zona al voltant) i dividia en dues províncies la resta de la zona. La legislatura va ser dissolta i, al febrer de 1826, el president va decretar el cessament de Las Heras com a governador.
En 1826 va transformar el Banc de Descomptes en el Banc Nacional; les seves funcions incloïen l'encunyació de monedes i paper moneda. Aquest va mancar de recolzament i es va devaluar ràpidament. Pel que fa a l'encunyació de monedes, aquestes haurien de ser de plata, provinent de les mines de Famatina (per l'explotació va formar una societat anònima de capitals britànics; la mateixa va entrar ràpidament en conflicte amb una altra empresa rival, associada al govern de La Rioja i al general Quiroga).
Buscant centralitzar el poder, va donar suport als líders unitaris contra els federals, i al general Lamadrid en la seva guerra contra Facundo Quiroga, que va aconseguir derrotar-lo.
Al desembre de 1826 es va sancionar una Constitució Nacional, de caràcter fortament centralista, i en la qual es negava el dret a votar als analfabets i als empleats, que va ser rebutjada per la majoria de les províncies interiors.

### La Guerra del Brasil
El bloqueig naval brasiler va ser respost per les Províncies Unides principalment en forma de guerra de cors, més algunes accions navals reeixides, en particular la Batalla de Juncal.
En terra, es va llançar un atac militar massiu a la província de Río Grande; allà van aconseguir una completa victòria en la batalla d'Ituzaingó, però la manca de recursos va impedir definir la contesa, tant per terra com per mar.
Les despeses derivades de la guerra del Brasil havia portat al govern a sol·licitar reiterades sumes al Banc Nacional, que portarien a la ruïna a tots dos. Davant l'estancament militar, la guerra civil a l'interior i els danys econòmics soferts (especialment per Buenos Aires) i sotmès a la permanent pressió britànica, Rivadavia va enviar a Manuel José García a gestionar la pau; aquest va tornar amb una Convenció Preliminar, per la qual es reconeixia la sobirania de l'Imperi del Brasil sobre la Banda Oriental i es comprometia a pagar-li indemnitzacions de guerra.

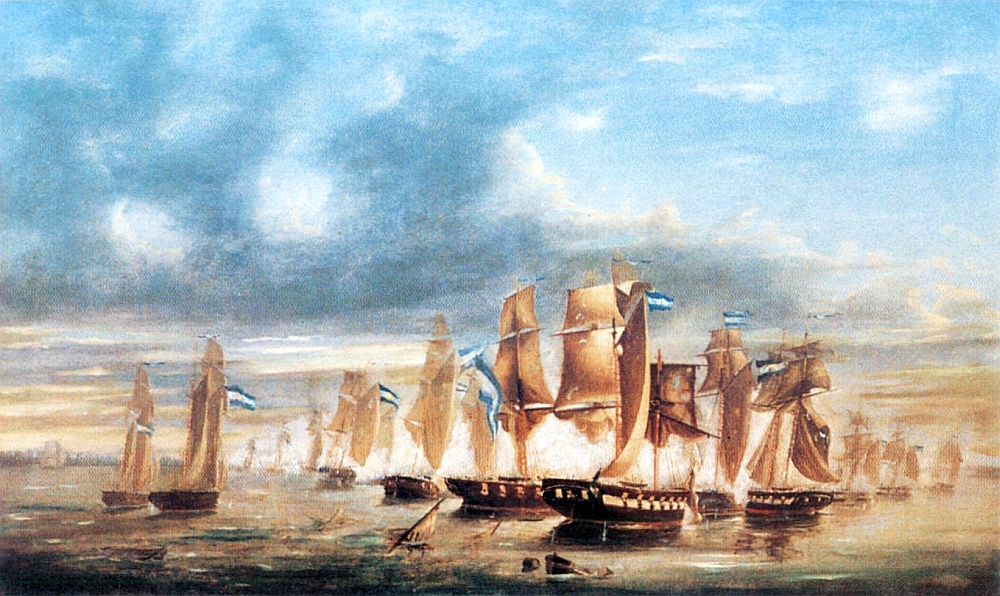
Batalla de Juncal, 8 i 9 de febrer de 1827
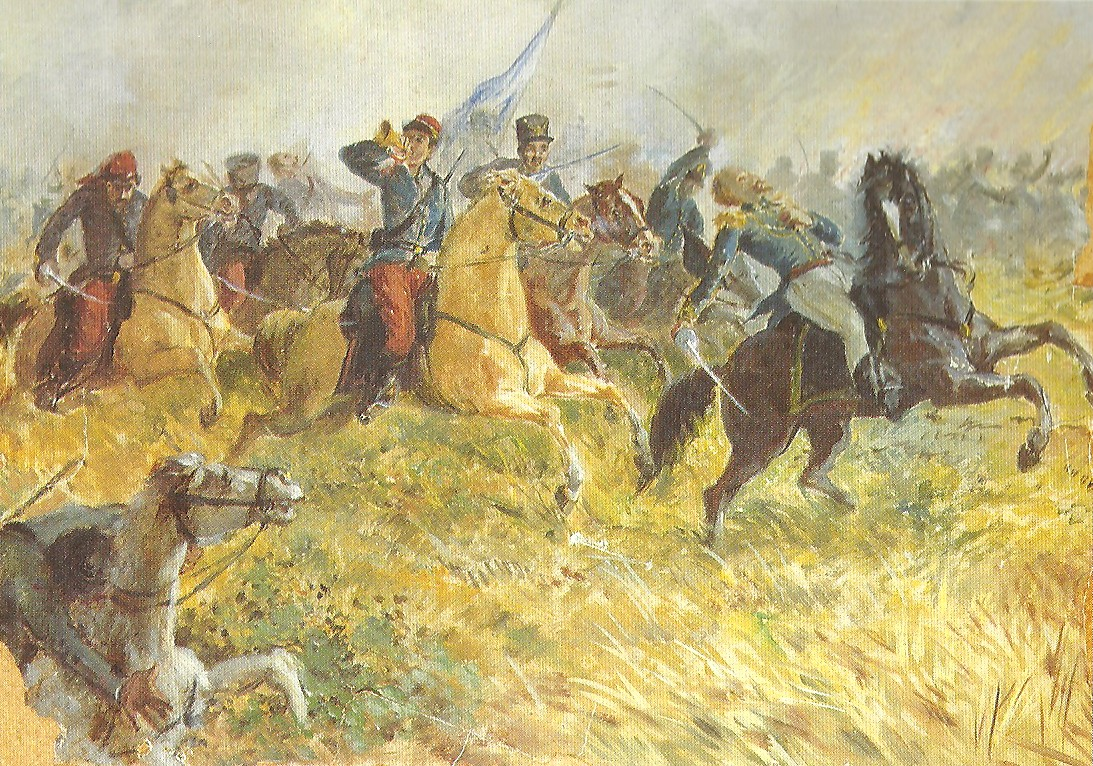
Batalla d'Ituzaingó, 20 de febrer de 1827

La indignació va esclatar a Buenos Aires, i Rivadavia es va veure obligat a renunciar a la presidència el 26 de juny de 1827. El Congrés va nomenar en el seu reemplaçament a Vicente López y Planes, que va convocar eleccions per a la Junta de Representants portenya; en les mateixes va triomfar el Partit Federal, que va triar governador a Manuel Dorrego. López va renunciar i el Congrés va decidir la seva pròpia dissolució.
D'altra banda, tot l'interior (excepte la província de Salta) estava controlat pels federals.

## De la caiguda de Rivadavia a l'hegemonia de Rosas (1827-1835)

### Gobernació de Dorrego

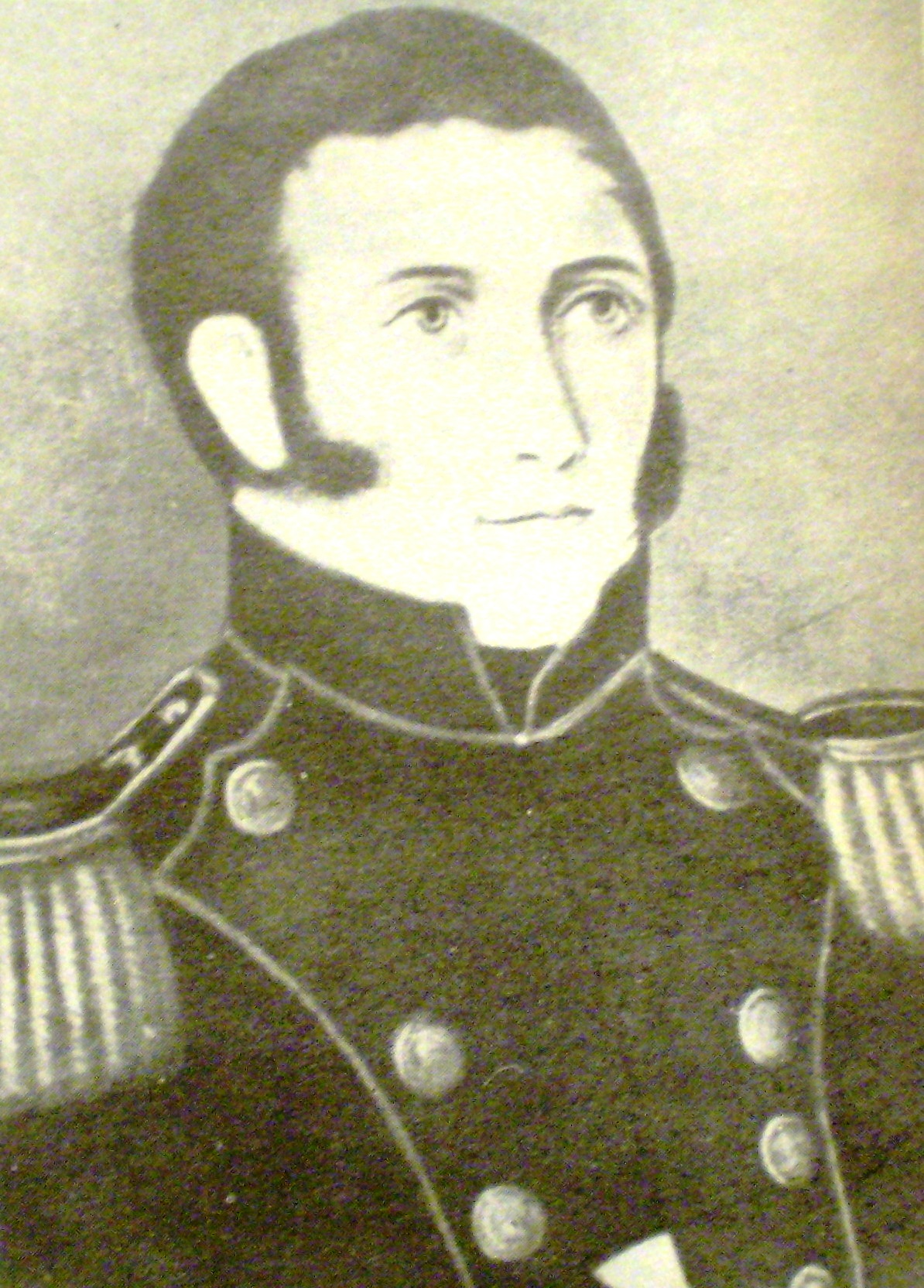
Manuel Dorrego

Les idees de Dorrego eren molt democràtiques per a l'època, i li van valer el suport de les classes mitjanes i baixes, i dels productors rurals, però també l'oposició dels unitaris i les classes altes. Les províncies li van delegar el maneig de les relacions exteriors i, a iniciativa seva, es va reunir a Santa Fe una Convenció Nacional, encara que aquesta no va aconseguir avançar en l'organització del país.
Dorrego va pretendre continuar la guerra contra Brasil, i va donar suport a la conquesta de les Misiones Orientales per Fructuoso Rivera. Però la seva situació financera era desesperada, i el Banc Nacional (per pressió de l'ambaixador britànic John Ponsonby) es negava a prestar-li diners. Finalment, Dorrego es va veure obligat a signar una segona Convenció Preliminar de Pau, per la qual reconeixia la Independència de l'Estat Oriental de l'Uruguai.
Els unitaris van atacar ferotgement per la premsa a Dorrego, i es van posar en contacte amb els caps de l'exèrcit en operacions en la Banda Oriental; al novembre de 1828, l'exèrcit va tornar a Buenos Aires, al comandament del general Juan Lavalle.

### La dictadura de Lavalle i arribada de Rosas al poder
El 1r de desembre de 1828, Lavalle va enderrocar a Dorrego, va dissoldre la Junta de Representants i es va fer triar governador per una assemblea dels seus partidaris. Dorrego va fugir a l'interior de la província i es va unir a Juan Manuel de Rosas; Lavalle va sortir al seu encontre i els va derrotar en la batalla de Navarro. Rosas va fugir a Santa Fe, però Dorrego va ser capturat i afusellat el 13 de desembre, per ordre de Lavalle.
La Convenció Nacional va declarar a Lavalle fora de la llei, i Estanislao López va assumir el comandament de l'exèrcit combinat federal; a l'interior de la província de Buenos Aires va esclatar una revolta popular, que va ser sagnantment reprimida (encara que no vençuda) pels oficials de Lavalle. Aquest va marxar sobre Santa Fe, però aviat es va veure obligat a tornar; perseguit per López, va ser derrotat en la batalla de Puente de Márquez a l'abril de 1829, i assetjat dins de la capital. Un conflicte amb l'ambaixador francès va fer que l'esquadra francesa s'apoderés de la seva esquadra.

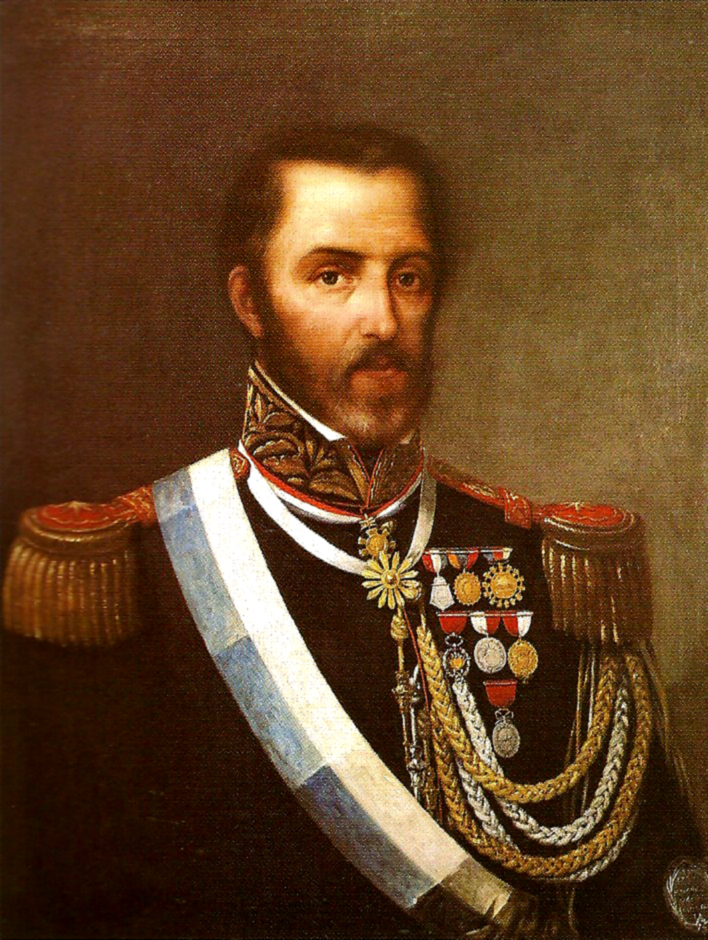
Juan Lavalle
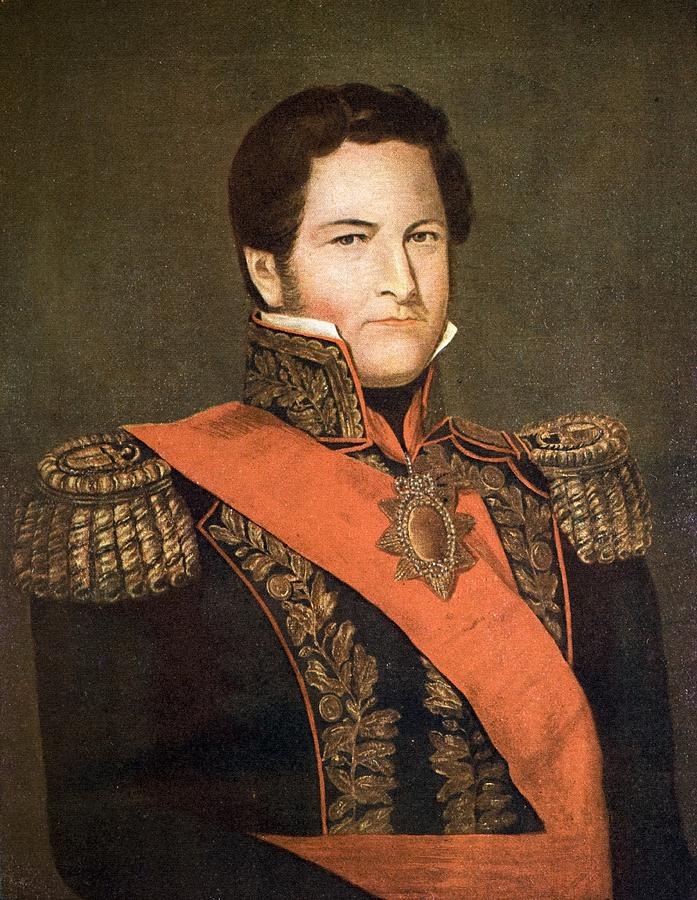
Juan Manuel de Rosas

Tancat i amb la seva popularitat arruïnada per les persecucions a federals i a part dels unitaris, Lavalle va acabar per negociar amb Rosas el Pacte de Cañuelas, pel qual Lavalle es va comprometre a convocar eleccions per integrar la Junta de Representants, la qual designaria al futur governador. Davant el fracàs d'aquest pacte, l'agost va signar un segon acord, pel que va renunciar i va deixar en el comandament al general Juan José Viamonte. Poc més tard, Lavalle va emigrar a l'Uruguai.
Al desembre es va reunir la Legislatura i va triar governador a Juan Manuel de Rosas, amb «totes les facultats ordinàries i extraordinàries que cregués necessàries», una disposició habitual en situacions de guerra civil, equivalent a l'actual estat de setge.
La seva gestió va estar orientada a reforçar el seu govern amb els partidaris de Dorrego (a qui va fer celebrar un fastuós funeral) i perseguint als de Lavalle. Va imposar una severa censura de premsa i va renovar tot el personal polític i judicial de la província.

### La guerra civil (1829-1831)
Mentre Lavalle s'enfrontava a López i a Rosas, el general José María Paz havia tornat des de la Banda Oriental amb les tropes de les províncies de l'interior; al capdavant d'aquestes va envair Córdoba i es va fer nomenar governador, derrotant a Bustos el 23 d'abril a la batalla de Sant Roque, i a Quiroga en la batalla de la Tablada. Paz va reprimir violentament als grups federals que resistien a les serralades de Córdoba, mentre unitaris i federals lluitaven pel control de les províncies andines. Quiroga va envair novament Córdoba, però va ser completament derrotat en la batalla d'Oncativo el 25 de febrer de 1830, i va fugir cap a Buenos Aires.
Paz va enviar forces unitàries a les províncies que havien seguit a Quiroga, on els seus caps van ser nomenats governadors. A continuació va signar una sèrie de tractats amb les províncies dominades pels unitaris (Córdoba, Tucumán, Salta, Mendoza, San Juan, San Luis, La Rioja, Santiago del Estero i Catamarca) pels quals es formava la Lliga Unitària (o de l'Interior); si bé no ho aclaria explícitament, la mateixa es proposava restablir la constitució de 1826. Paz va assumir el comandament militar del conjunt.
En resposta, Santa Fe, Entre Ríos i Buenos Aires van signar el Pacte Federal del 4 de gener de 1831, al que poc després s'uniria Corrientes. Establia una aliança (la Lliga del Litoral) i la reunió a Santa Fe d'una Comissió Representativa dels governs de les províncies litorals. Aquest pacte seria el principal marc legal del país durant els següents vint anys.

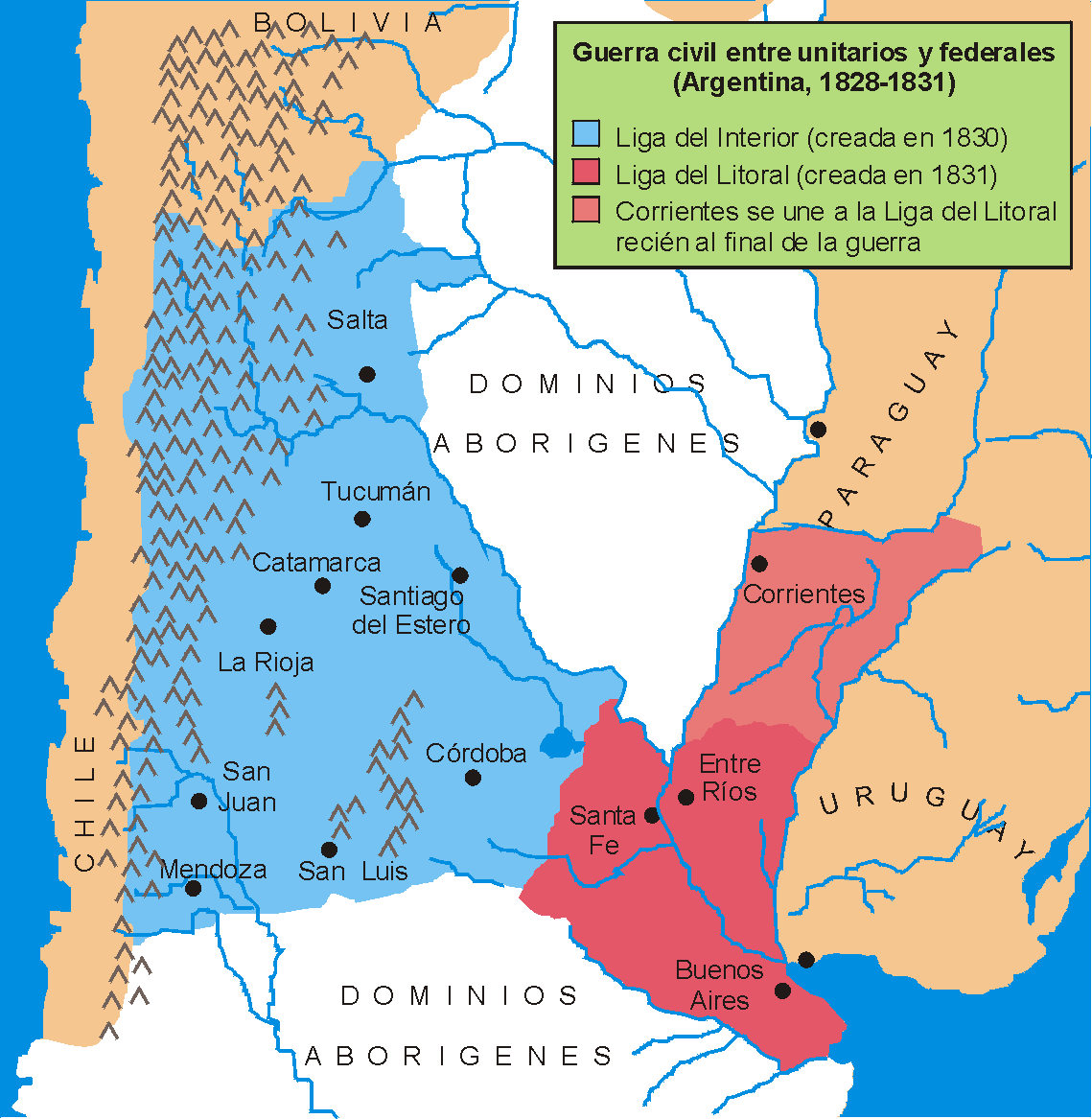
La Lliga de l'Interior (o Unitària) (blau) i la Lliga del Litoral (vermell), 1831
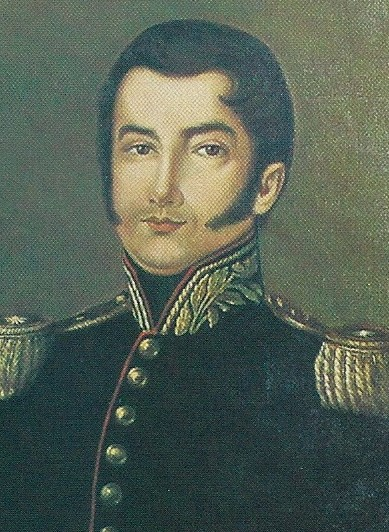
José María Paz, militar argentí nascut a Córdoba. Les províncies de l'Interior li van confiar el Suprem Poder Militar.
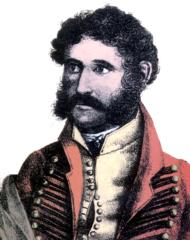
El cabdill de La Rioja Facundo Quiroga va acabar la guerra quan va derrotar l'exèrcit de la Lliga Unitària en la batalla de La Ciutadela

Les guerra es va reiniciar al febrer de 1831, quan Quiroga va ocupar Río Cuarto i San Luis; des d'allí va marxar cap a la província de Cuyo, ocupant-la per complet després de la batalla de Rodeo de Chacón. Com López l'hostilitzava amb forces montoneres, Paz va buscar un enfrontament obert, però va caure presoner d'una partida federal l'11 de maig. Al capdavant de la Lliga va quedar Lamadrid, que va preferir retrocedir cap a Tucumán; Quiroga va avançar fins allà i el va derrotar en la batalla de La Ciutadela, el 4 de novembre. Salta es va rendir sense lluitar.
El federalisme es va imposar en tot el país, dirigit per tres cabdills: López, Quiroga i Rosas. Gairebé tots els governadors de l'interior responien a Quiroga o a López, però Rosas va aprofitar els conflictes entre ells per estendre'ls a la Comissió Representativa, la qual va ser ràpidament dissolta. És que Rosas considerava inútil sancionar una constitució federal abans de consolidar l'organització interna de les províncies. D'altra banda, la seva província (i ell mateix) es beneficiaven d'una indefinició legal que permetia a Buenos Aires retenir la totalitat dels ingressos de la Duana portenya, l'única que comerciava directament amb l'exterior.

### La transició política (1832-1835)

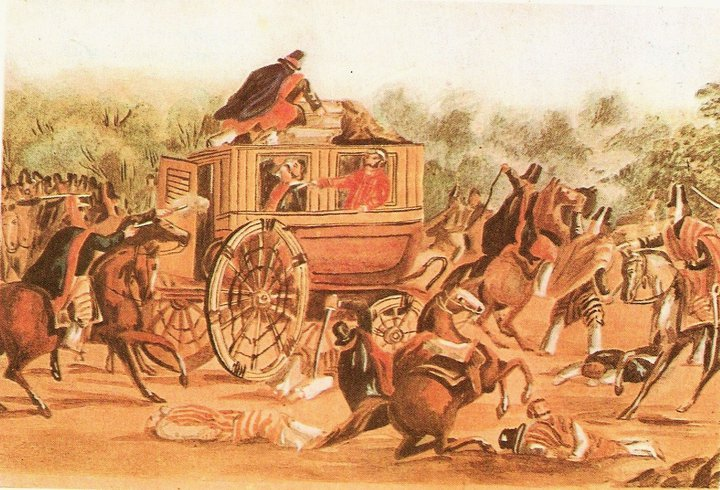
Assassinat de Facundo Quiroga en Barranca Yaco.

Acabat el seu període de govern, el 5 de desembre de 1832, Rosas va ser succeït pel general Juan Ramón Balcarce. Durant la seva gestió, la Gran Bretanya va ocupar per la força les Illes Malvines.
En 1833, Rosas va emprendre una campanya contra les tribus indígenes al sud de la seva província i el nord de la Patagònia, per acabar amb els malons que assolaven la frontera i per incorporar terres per a la ramaderia; simultàniament es realitzaven campanyes des de Mendoza, Córdoba i San Luis, amb resultats molt limitats. La columna de Rosas va arribar fins al Riu Negro, incorporant 2900 llegües quadrades de terreny i reduint l'acció dels indígenes, cosa que li va permetre a Rosas guanyar prestigi polític i el suport dels hisendats i de la població de la campanya.
Els federals es van dividir entre rosistes i «lloms negres», que s'oposaven a l'hegemonia de Rosas; a l'octubre de 1833 va esclatar la Revolució dels Restauradors, que va acabar amb la renúncia de Balcarce el 3 de novembre.
Va ser succeït per Juan José Viamonte, que tampoc podia ser considerat partidari de Rosas. Durant la seva gestió es va formar la Societat Popular Restauradora, formada per partidaris fanàtics de Rosas provinents de la classe mitjana, que va fomentar la violència i la persecució dels opositors; el seu braç armat, La Mazorca, va cometre nombrosos excessos i actes de violència. Viamonte va optar per renunciar i va ser succeït per Manuel Vicente Maza, amic personal de Rosas.
Després del final de la guerra civil, diverses revoltes van sacsejar a algunes províncies, especialment Córdoba (on s'enfrontaven els seguidors de Quiroga i de López), i a Salta, on el governador Pablo Latorre va ser derrotat per l'atac simultani dels partidaris de l'autonomia de la província de Jujuy i del governador tucumà Alejandro Heredia; Latorre va demanar ajuda a Buenos Aires, però poc després va ser assassinat.
Maza i Rosas van enviar com a mediador a Facundo Quiroga, que va aconseguir la signatura d'un tractat pel qual es reconeixia l'autonomia de Jujuy i es restablia la pau entre Tucumán i Salta. Mentre tornava, el 16 de febrer de 1835, Quiroga va ser assassinat per sicaris del governador de Córdoba, José Vicente Reinafé.

## La Confederació rosista (1835-1852)
La notícia de l'assassinat de Quiroga va commoure a Buenos Aires; Maza va renunciar al seu càrrec, i la Sala de Representants, davant la por de l'anarquia, va designar a Rosas governador per un termini de cinc anys. A la seva comanda, i després d'un plebiscit que va aprovar la mesura per una majoria aclaparadora, li va atorgar la suma del poder públic; exerciria a discreció el poder executiu i podia intervenir en el legislatiu i el judicial; es tractava d'una dictadura d'origen legal.

### El segon govern de Rosas
La Junta de Representants va ser renovada cada any, però en les eleccions només participava la llista elaborada pel mateix Rosas; Rosas informava periòdicament a la Legislatura, que en general es limitava a aprovar totes les actuacions.
En l'ordre intern, Rosas va imposar l'obligatorietat de la divisa punzó, usualment amb la inscripció «Federació o mort», i va perseguir als seus enemics polítics. La Mazorca va incrementar la seva acció contra els opositors, molts dels quals es van veure obligats a emigrar, en la seva major part a Montevideo; allà van recalar els antics unitaris emigrats el 1829, els federals cismàtics des de 1833 d'ara endavant, i els joves de la generació del 37.
Nombrosos jutges van ser remoguts, i Rosas es va ocupar personalment de les causes que considerava importants, casos per als quals nomenava jutges ad hoc, sota la seva supervisió personal; per exemple, en el judici als assassins de Quiroga i els seus instigadors, que van ser condemnats a mort.
La mort de Quiroga va iniciar un període d'inestabilitat, durant el qual gran part dels governadors es van sotmetre políticament a la iniciativa de Rosas; governadors com Manuel «Quebracho» López a Córdoba, Juan Felipe Ibarra a Santiago del Estero, Pascual Echagüe a Entre Ríos, o Nazario Benavídez a San Juan, van governar molts anys sota la influència del cabdill porteny. Només Alejandro Heredia, de Tucumán, va aconseguir mantenir-se fora de la seva òrbita i fins i tot crear un «Protectorat del Nord» amb les províncies veïnes.
Va sancionar la Llei de Duana de 1835, que imposava majors taxes duaneres a gran quantitat de productes industrials importats, amb la idea d'evitar la competència amb les indústries i artesanies locals.
Sota el nom de «federació», Rosas va intervenir intensament en les províncies, utilitzant des del suport polític i financer fins a la persuasió, l'amenaça i l'acció armada. Per simple delegació provincial, Rosas va exercir de fet el poder nacional, recolzat en la força de Buenos Aires; va imposar una organització nacional de fet, invocant el Pacte Federal de 1831 com a única font legal de les relacions interprovincials. Al llarg de tot el seu govern va mantenir la seva posició sobre la inconveniència de reunir un congrés i sancionar una constitució.
Sota el seu mandat es va completar l'abandonament del nom de les «Províncies Unides del Riu de la Plata», reemplaçat pel de «Confederació Argentina».

### Conflictes externs i interns

El 1840, les províncies conformades en la Coalició del Nord (blau) i les províncies conformades en la Lliga Federal liderades per Juan Manuel de Rosas (lila), eren part de la Confederació Argentina.

En 1837, l'Argentina va declarar la guerra a la Confederació Peruà-Boliviana, que es va desenvolupar exclusivament en territori de Jujuy i Salta. L'exèrcit va ser comandat per Alejandro Heredia; després d'alguns combats indecisos (en què l'Argentina va portar la pitjor part) la situació es va decidir per la victòria xilena sobre la Confederació Perú-Boliviana, que va ser dissolta. Heredia va perdre el seu prestigi i va ser assassinat a la fi de 1838.
Un conflicte menor va servir d'excusa a França per declarar el bloqueig naval del Riu de la Plata. Els francesos van ocupar l'illa de Martín García i van forçar la renúncia del president uruguaià Manuel Oribe, reemplaçat pel seu rival Fructuoso Rivera. El bloqueig va causar greus perjudicis en l'economia de Buenos Aires i del Litoral, on el nou governador de Santa Fe, Domingo Cullen, va voler pactar amb els francesos; encara que va ser expulsat del seu càrrec i seria afusellat poc temps després, va aconseguir a causar dues revoltes a Córdoba i a incitar al governador de Corrientes Genaro Berón de Astrada a un alçament contra Rosas, que va acabar amb la seva derrota i mort en combat.
També a Buenos Aires es van iniciar conspiracions contra Rosas; els joves intel·lectuals de l'anomenada generació del 37 van ser perseguits i es van unir als conspiradors. El descobriment d'un grup conspirador, dirigit pel fill de l'exgovernador Maza, va portar a l'assassinat del pare (presumptament per La Mazorca) i l'afusellament del fill.
Un grup d'estanciers, perjudicats pel bloqueig, es van alçar amb el nom de Lliures del Sud, però van ser derrotats amb certa facilitat. El governador de Santa Fe Echagüe va intentar contraatacar en l'Uruguai, però va ser derrotat per Rivera a la batalla de Cagancha a finals de 1839. Simultàniament, el general Lavalle va creuar Entre Ríos des de Martín García i es va posar al capdavant de l'exèrcit del governador correntí Pedro Juan Ferré.

### La guerra civil (1840-1843)
Les províncies del nord-oest, dirigides políticament per Marco Avellaneda i militarment pel general Lamadrid (tots dos tucumans) van organitzar una Coalició del Nord per enfrontar la influència de Rosas. Si bé no van aconseguir vèncer a Santiago del Estero, on Ibarra va romandre fidel al sistema rosista, breument van aconseguir ocupar Córdoba.
Per la seva banda, Lavalle va fracassar en una invasió a Entre Ríos, però per sorpresa va envair el nord de la província de Buenos Aires, arribant fins als voltants de la capital al setembre de 1840; però, mancat de suport, va retrocedir fins a Santa Fe, ciutat que va aconseguir ocupar.
Davant la retirada de Lavalle, La Mazorca va imposar el terror a Buenos Aires; més de vint persones van ser assassinades, i centenars de cases van ser saquejades. Rosas va trigar diverses setmanes a poder frenar l'orgia de violència. La situació es repetiria dos anys més tard, amb similars resultats.
Estant a Santa Fe, Lavalle es va assabentar de la signatura del tractat Arana-Mackau, pel que Rosas cedia davant part de les reclamacions franceses a canvi de l'aixecament del bloqueig. Sense suport naval, va optar per retirar-se cap a Córdoba, a la trobada de Lamadrid; però va ser aconseguit i derrotat en la batalla de Quebracho Herrado. A principis de 1841, les dues divisions van retrocedir cap al nord; després de diverses derrotes successives, Lavalle va quedar al capdavant del seu exèrcit a Tucumán, mentre Lamadrid va marxar cap a Cuyo. Després d'obtenir la seva última victòria en la batalla d'Angaco, l'exèrcit de Lamadrid va ser destruït a Rodeo del Medio, província de Mendoza, al mes de setembre. Lamadrid i els seus homes van fugir a Xile. Poc abans, Lavalle havia estat derrotat per Oribe en la batalla de Famaillá, després de la qual Avellaneda va ser executat i Lavalle va morir per un tiroteig casual a Jujuy. Les seves tropes van fugir cap a Bolívia, portant el cadàver del seu cap, i també Catamarca va ser sagnantment ocupada.
Un nou exèrcit correntí al comandament del general Paz va aconseguir una victòria en la batalla de Caaguazú i va envair Entre Ríos, mentre Rivera feia el mateix prop de l'actual Concordia. Però els entrerrians van triar governador a Justo José de Urquiza i van obligar a Paz a refugiar-se a Montevideo. L'exèrcit unitari va quedar al comandament de Rivera, que va ser aconseguit per Oribe i derrotat en la batalla de Arroyo Grande, al desembre de 1842. Uns dies més tard, Corrientes tornava a caure en mans federals, i Oribe envaïa l'Uruguai al comandament de tropes argentines i uruguaianes, amb les que va posar setge a Montevideo. Tota l'Argentina estava novament en mans federals.

### Apogeu del rosisme
Rosas mantenia el seu prestigi inalterat, i la situació econòmica es va fer clarament favorable. Continuant la tònica de l'època de Rivadavia, l'economia del país depenia de l'expansió de la ramaderia i de l'exportació del cuir, que va representar més del 60% de les exportacions tots els anys entre 1820 i 1852; la dècada del 1840 va ser especialment positiva. La província de Buenos Aires va ser la principal beneficiària d'aquest creixement, principalment perquè el govern porteny va conservar el privilegi del control dels rius interiors i va concentrar tot el moviment portuari i duaner a la capital. Si bé les comunicacions van seguir depenent de les grans carretes d'un sol eix tirades per bous, l'activitat manufacturera va veure un creixement i diversificació cridaneres.
L'estricte control que Rosas va imposar a les despeses públiques, i la seva negativa a permetre emissions de paper moneda sense recolzament van mantenir les finances portenyes equilibrades fins i tot durant els bloquejos navals.
Les relacions amb Xile es van mantenir estables, tot i la influència d'alguns emigrats com Domingo Faustino Sarmiento, i el conflicte per la sobirania sobre l'Estret de Magallanes, ocupat per Xile el 1843.
La situació en l'Uruguai va causar encara seriosos problemes a Rosas; encara assetjada, Montevideo va poder sostenir-se amb ajuda de les potències estrangeres al llarg de l'anomenada Guerra Gran. En suport de la mateixa, la Gran Bretanya i França van declarar en 1845 el bloqueig del Riu de la Plata, i van llançar un atac sobre el riu Paraná, aconseguint vèncer a la batalla de la Vuelta de Obligado; però el cost de l'operació va resultar excessiu, i el fet no es repetiria.
Per la seva banda, Corrientes va tornar a alçar-se, dirigida per Joaquín Madariaga i amb el suport del Paraguai, país que no havia declarat formalment la seva independència, dada que Rosas es va ocupar de recordar. La resposta del president paraguaià Carlos Antonio López va ser la declaració de la independència paraguaiana. Però, després de complexes vicissituds, Madariaga va ser derrotat a finals de 1847.
Rosas tenia el control de tot el país, mentre els seus enemics només controlaven Montevideo. Els comerciants britànics van pressionar al seu govern, que va aixecar el bloqueig per mitjà del Tractat Arana-Southern, signat al començament de 1849. A l'any següent, França va signar el Tractat Arana-Lepredour, de manera que el bloqueig va acabar definitivament. Tots dos tractats garantien a l'Argentina el control dels rius interiors.
Les províncies van designar a Rosas «Cap Suprem de la Confederació Argentina». Era un últim formalisme que donava nom al sistema que, durant un llarg temps, va donar unitat i estabilitat al país; però per estar basada en el personalisme, aquesta estabilitat no podia durar indefinidament. De totes maneres, el poder de Rosas semblava incommovible; el principal (i aparentment únic) problema que li quedava era Montevideo, refugi dels enemics de Rosas.

### La batalla de Caseros
La caiguda de Montevideo semblava només qüestió de temps. Finalitzat el bloqueig, l'únic aliat que li quedava a la ciutat era Brasil; en 1850, tropes brasileres havien iniciat invasions parcials sobre territori uruguaià; en resposta, al mes de desembre, Rosas va trencar relacions amb l'Imperi del Brasil. Urquiza, governador d'Entre Ríos, va interpretar que era una altra maniobra de Rosas per posposar l'organització constitucional, gràcies a la qual cosa el governador porteny podia mantenir indefinidament tancats els rius interiors; de manera que es va posar en contacte amb la diplomàcia imperial.
El 1r de maig de 1851 es va proclamar el Pronunciament d'Urquiza, pel qual es retirava a Rosas la delegació de les relacions exteriors i s'anunciava la pròxima sanció d'una constitució; un mes més tard, Entre Ríos, Corrientes i Brasil van signar un tractat d'aliança per acabar amb el setge de Montevideo. Urquiza va envair l'Uruguai, i les tropes uruguaianes assetjadores es van unir a ell; Oribe es va exiliar, i assetjadors i assetjats es van unir, al costat de tropes brasileres, a l'Exèrcit Gran al comandament d'Urquiza, totalitzant més de 30.000 homes.

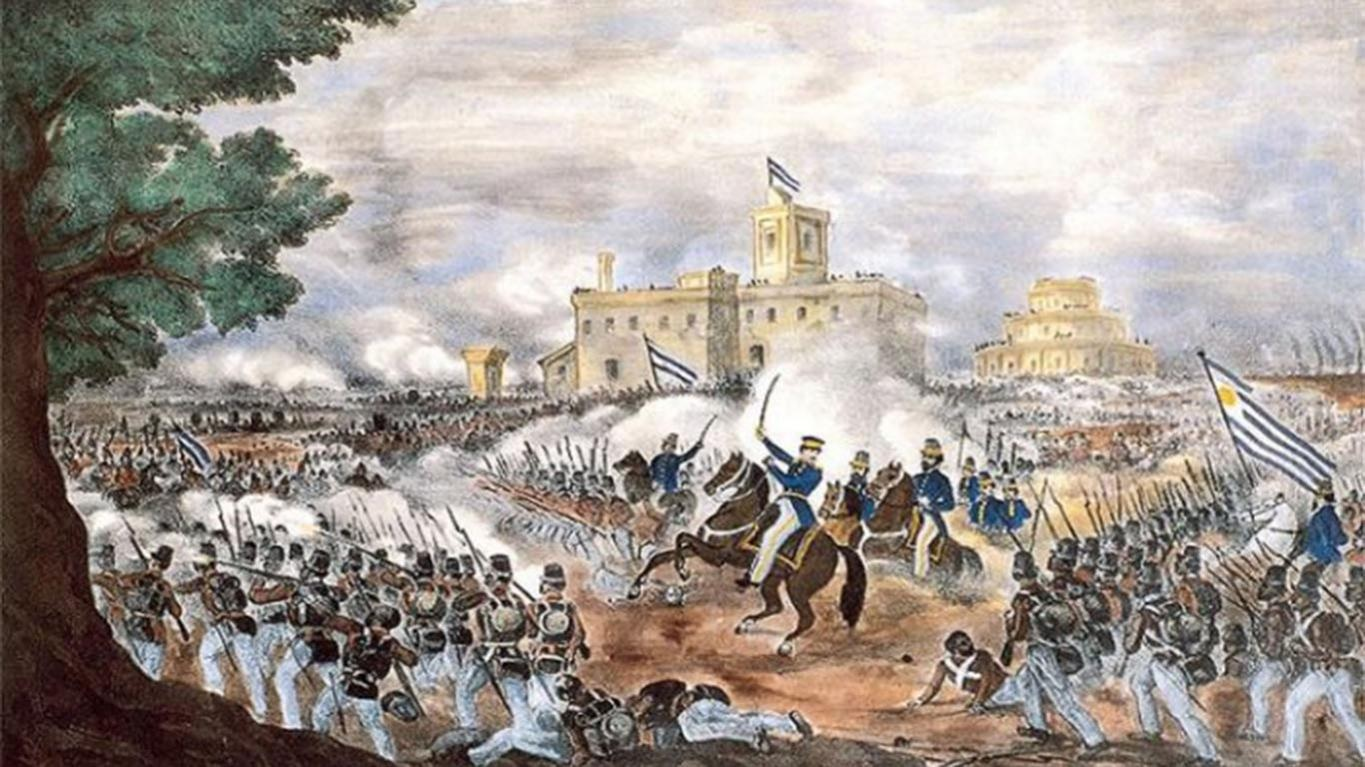
Batalla de Caseros, 3 de febrer de 1852
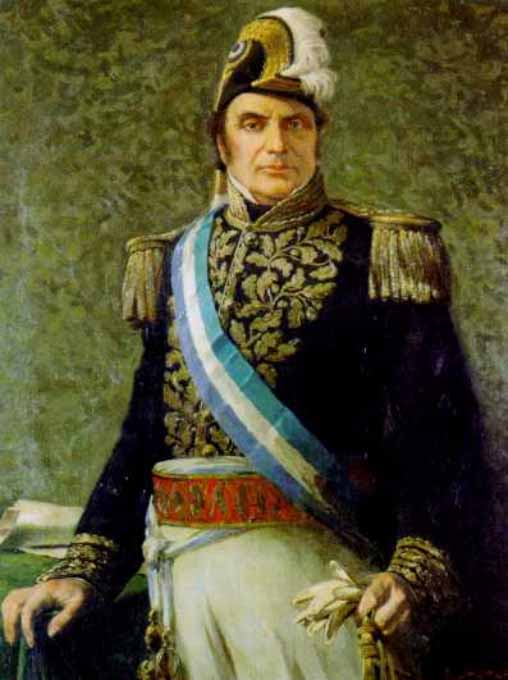
Justo José de Urquiza, primer president de la Confederació Argentina

Al novembre, els aliats van signar un segon tractat, en el qual es comprometien a fer caure a Rosas; Brasil va aportar una enorme suma per a la campanya, part com a subsidi i part en qualitat de préstec. Els governs de l'interior no van enviar cap ajuda a Rosas.
Urquiza va envair Santa Fe, on va nomenar un governador addicte; Rosas comptava amb un nombre similar d'armament i tropes, però el comandament militar era molt inferior; el propi Rosas va assumir el comandament de les seves tropes i va esperar passivament a les rodalies de Buenos Aires. El 3 de febrer de 1852, a la batalla de Caseros, Urquiza va derrotar sense dificultat a Rosas, que va renunciar i (dies més tard) va partir cap a Anglaterra, on viuria els seus últims anys.
La notícia de Caseros va sacsejar a les províncies; en les setmanes següents, la meitat dels seus governadors van ser reemplaçats per federals moderats, i la resta es va afanyar a entrar en contactes amistosos amb Urquiza.
Havia finalitzat l'època de Rosas i s'iniciava l'Organització Nacional; l'any següent es sancionaria la Constitució Nacional, i en 1854 Urquiza assumiria com a primer president constitucional del país.

## Primeres expedicions a la península Antàrtica i mars australs
El 1815, el comodor de marina irlandès al servei de les Províncies Unides del Riu de la Plata, Guillermo Brown, va emprendre una campanya per fustigar la flota espanyola a l'oceà Pacífic, i al creuar el cap Horn amb els navilis Hércules i Trinidad els vents els van portar fins al paral·lel 65º S. A la memòria naval institucional anomenada Accions navals de la República Argentina, 1813-1828, escrita per Brown, va escriure:
| « | Després de donar volta el cap Horn i de suportar els vents regnants en aquests paratges, i després d'haver arribat fins als 65 graus de latitud, en el paratge la mar se'ls va presentar molt plana amb horitzó clar i serè, sense mals signes, el que indicava que no estaven molt lluny de la terra, el bergantí Trinitat va perdre el tallamar... | » |

Algunes fonts argentines esmenten que Brown hauria albirat terres antàrtiques  en aquesta expedició, afirmant que és la raó per la qual en la cartografia argentina sol anomenar Terra de la Trinitat a la part més septentrional de la península Antàrtica (pel navili Trinitat), però Brown tampoc va fer cap menció d'aquest suposat albiratge en les seves Memòries escrites quan ja es coneixia l'existència de l'Antàrtida, en què es refereix al fet de la següent manera:
| « | Després de donar volta al cap Horn, suportant els acostumats temporals de vent d'aquests mars, el bergantí Trinitat, al comandament de D. Miguel Brown, el meu germà, va perdre el tallamar, exposant a perill imminent al bauprès... | » |

El 25 d'agost de 1818, el govern de les Províncies Unides del Riu de la Plata va atorgar les primeres concessions per a la caça de foques i pingüins en territoris corresponents al continent antàrtic a Juan Pedro de Aguirre, que operava amb els vaixells Pescadora Director i San Juan Nepomuceno. En el petitori que Aguirre havia presentat el 18 de febrer va sol·licitar autorització per a la instal·lació d'un establiment per a caça de lleons marins en alguna de les illes existents a l'altura del pol Sud.
La primera terra descoberta en forma confirmada al sud del paral·lel 60° S va ser per l'anglès William Smith a bord del bergantí mercantil Williams, mentre navegava de Buenos Aires a Valparaíso, desviat de la seva ruta al sud del cap Horn, el 19 de febrer de 1819 va albirar l'extremitat nord-est (punta Williams) de l'illa Livingston. Va anunciar el seu descobriment a Valparaíso, però no va ser cregut i en un altre viatge va tornar a desviar-se, arribant el 16 d'octubre de 1819 a l'illa Rei Jordi. Va batejar l'arxipèlag amb del nom de Nova Bretanya del Sud i va prendre possessió d'ell a nom de la corona britànica, donant a conèixer els seus descobriments en arribar a Montevideo, quan aquesta ciutat formava part de les Províncies Unides del Riu de la Plata.
El vaixell caçador de foques argentí Spiritu Santo, al comandament del capità Carlos Tidblom (o Timdblon), va ser seguit al setembre de 1819 des de les illes Malvines pel bergantí estatunidenc Hercilia (al comandament de Nathaniel Palmer) aconseguint-lo en l'illa Decepció de les Shetland del Sud. El fet que aquests caçadors de foques es dirigissin a les illes amb rumb fix sol ser considerat com a prova que les coneixien anteriorment.
El 10 de juny de 1829, el govern de la província de Buenos Aires va dictar el decret de creació de la Comandància Polític Militar de les Illes Malvines, incloent a les illes adjacents al Cap Horn, el que s'interpreta a l'Argentina com que va incloure a les illes antàrtiques.

## Presència i fi de l'Estat argentí a les Illes Malvines

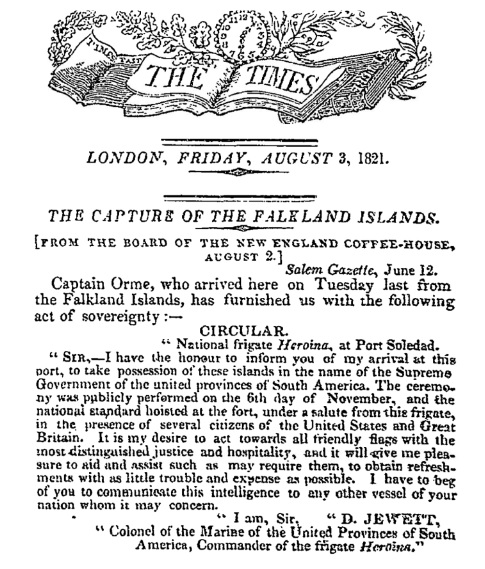
La presa de possessió argentina de 1820 es va conèixer al Regne Unit a través dels informes del cèlebre explorador britànic James Weddell. La notícia també va ser publicada a The Times el 3 d'agost de 1821. El Regne Unit no va protestar l'ocupació argentina en 1820, ni va realitzar reserva de sobirania en signar el (encara vigent) Tractat d'amistat, comerç i navegació de 1825.

L'Argentina sosté que, amb la seva independència, va heretar els drets d'Espanya en virtut de la doctrina de l'uti possidetis iure i de la de «successió d'estats», de manera que va exercir un «domini eminent» a partir de 1810. En reconèixer Espanya la independència argentina el 1859, va cedir explícitament i retroactivament al 25 de maig de 1810 els seus drets sobre el territori argentí, que inclourien a les Malvines.
El 6 de novembre de 1820, el coronel estatunidenc al servei de les Províncies Unides del Riu de la Plata, David Jewett, al comandament de la fragata Heroína va realitzar a Puerto Soledad la presa de possessió de les illes Malvines en nom del Govern d'aquestes Províncies Unides, que era el nom de l'Argentina usat per aquell temps.
Jewett va fer hissar per primera vegada la bandera de l'Argentina en el territori i va repartir comunicacions al respecte als caçadors de lleons marins i de balenes, de diverses nacionalitats, que hi eren presents. L'explorador britànic James Weddell va ser testimoni del fet.
La notícia va tenir difusió a la premsa d'Europa. Les illes van quedar sota pacífica possessió de les Províncies Unides fins a l'ocupació britànica de 1833.
El 2 de febrer de 1825, el Regne Unit va signar un tractat d'amistat, comerç i navegació mitjançant el qual va reconèixer la independència de les Províncies Unides i, naturalment, l'existència d'un àmbit territorial propi d'ella, incloent les Malvines, que havien pres possessió en 1820, i exercit altres actes de sobirania incloent el nomenament i la instal·lació d'autoritats. A més s'ha de sumar que en el tractat el Regne Unit no va expressar pretensió alguna a les illes i que el tractat va implicar l'admissió de les conseqüències jurídiques d'aquest reconeixement.
El 10 de juny de 1829, per tal de reforçar la presència de l'Estat argentí, el governador delegat de Buenos Aires, Martín Rodríguez, i el seu ministre Salvador María del Carril, per mitjà d'un decret llei, van crear la Comandància Política i Militar de les Illes Malvines i adjacents al Cap Horn al Mar Atlàntic, amb seu a l'illa Soledad i amb jurisdicció sobre les illes adjacents al cap Horn que donen cap a l'oceà Atlàntic Sud.
La presència de l'Estat argentí a les Illes Malvines acabar 3 de gener de 1833 a través d'una operació militar del Regne Unit de Gran Bretanya i Irlanda que va prendre el control de les illes després que el 20 de desembre de 1832 la corbeta estatunidenca USS Lexington destruís les defenses militars de l'assentament argentí de Puerto Soledad, a l'illa homònima. Tot i estar en relacions de pau amb la Confederació Argentina, el Regne Unit, amb dos vaixells de guerra van desallotjar a la guarnició argentina de 26 soldats, que se'n van anar dos dies després. Des de llavors, les illes han estat sota domini britànic, excepte durant el breu període de la Guerra de Malvines el 1982.